# Újlót
Újlót (szlovákul Veľké Lovce, korábban Malý Lot) község Szlovákiában, a Nyitrai kerületben, az Érsekújvári járásban.

## Fekvése
Érsekújvártól 19 km-re északkeletre fekszik. A községet a Lóti patak szeli át.

## Története
A mai település Nagy- és Kislót, valamint Máriacsalád puszta egyesítéséből keletkezett. A települést 1247-ben említik először "Louth" alakban. 1339-ben "Louch", 1419-ben "Looth" a neve. Helyi nemesek birtoka, majd 1506-tól a Henczelffy, a Lévai és Haraszti családok birtoka volt. 1512-től a szerzetesrendek megszüntetéséig a máriacsaládi kolostor birtoka. 1534-ben 9 portája adózott. 1601-ben 22 háza volt. 1715-ben 30 az adózók száma. 1828-ban 108 házában 707 lakos élt, akik főként mezőgazdasággal, szövéssel, kosárfonással foglalkoztak. 1899. október 2-án az egész község leégett. 1901-ben leégett a falu régi katolikus temploma is, az újat 1910-ben szentelték fel.
Vályi András szerint " Nagy, és Kis Lót. Két falu Bars Várm. Kis Lótnak földes Urai több Uraságok, Nagy Lótnak pedig a’ Religyiói Kintstár, melly az előtt az Elefanti Paulinus Atyáknak birtokok vala, lakosaik katolikusok, fekszenek a’ Verebélyi járásban, határbéli földgyei jók, réttyeik, legelőjök elég van, más vagyonnyaik külömbfélék." 
Fényes Elek szerint " Lóth (Kis és Nagy), két egymás mellett fekvő tót-magyar f., Bars vgyében, az első 211 kath., 9 evang., 25 ref., a második 587 kath., 156 ref. lak., s kath. paroch. templommal. Mind a két helységnek van szőllőhegye, erdeje, jó legelője, középszerü szántófölde. F. u. többen. Verebélyhez 3 óra."
Bars vármegye monográfiája szerint "Újlót, Komárom vármegye határán fekvő magyar és tót kisközség, 1760 róm. kath. és ev. ref. vallású lakossal. Nagylóth, Kislóth és Mária-család pusztáiból egyesítve, ma Újlót név alatt egy községgé alakult. E község már a pápai tizedszedők jegyzékében Loth alakban szerepel. 1358-ban Lóthy Tamás, Iván fiának tulajdona. 1424-ig nem találunk róla említést, de ekkor az esztergomi káptalan levéltárában fordul elő. 1506-ban királyi parancsra Henczelffi Istvánt iktatják e község birtokába, de 6 évvel ezután már Lévai Zsigmond és Haraszti Ferencz az urai, a kik birtokukat a pálosoknak adományozzák. Később a közalapítványi uradalom tulajdonába került és most is ennek van itt nagyobb birtoka. Az 1657-iki összeírásban nyolcz elpusztult telkéről van említés. 1899 október 2-án az egész község leégett. Két temploma közül a róm. kath. 1787-ben épült, a református templomot 1882-ben építették. Ide tartozik Mária-család puszta is, mely a XVI. század elején szintén a Lévaiak és a Harasztiak birtoka, a kik azt Lóttal együtt a pálosoknak adományozták, s ezek itt díszes, kéttornyú templomot és zárdát építettek. A templom szép és érdekes hajója most magtárul szolgál, a zárda épülete pedig a bérlő lakásául. A községnek van postája; távirója és vasúti állomása pedig Zsitvafödémes."
A trianoni békeszerződésig Bars vármegye Verebélyi járásához tartozott. 1938 és 1945 között újra Magyarország részévé vált. A községben szeszgyár működött. Földműves szövetkezete 1957-ben alakult, 1963-ban állami gazdaság lett.
A községben polgármesteri hivatal, óvoda, 9 évfolyamos általános iskola, kultúrház, orvos, posta, falumúzeum,  tájház, játszótér, park és futballpálya található, valamint népművészeti kör is működik.
A község 1737 és 1909 közötti anyakönyvi adatait, továbbá az 1828-as, illetve 1869-es magyar vagyonösszeírás adatait a nyitraivánkai állami levéltárban mikrofilmeken őrzik.

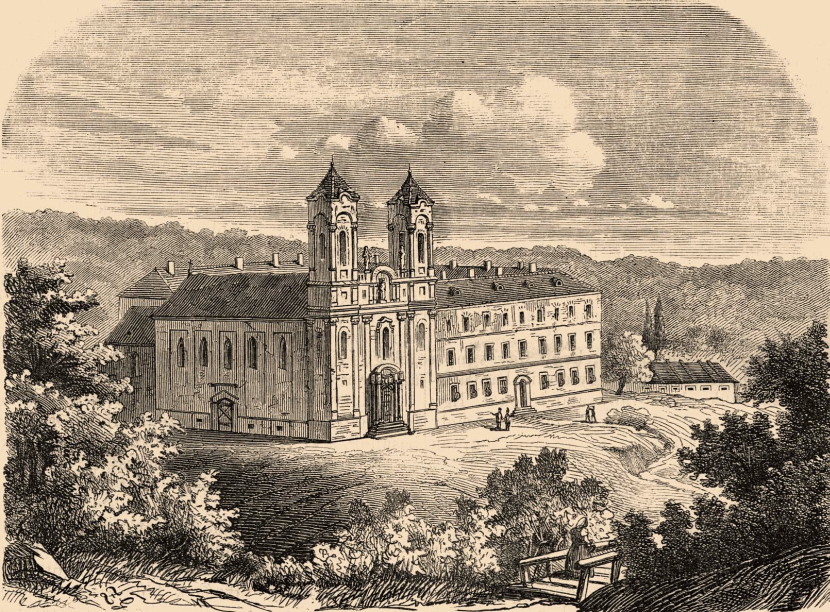
Máriacsalád 1860-ban

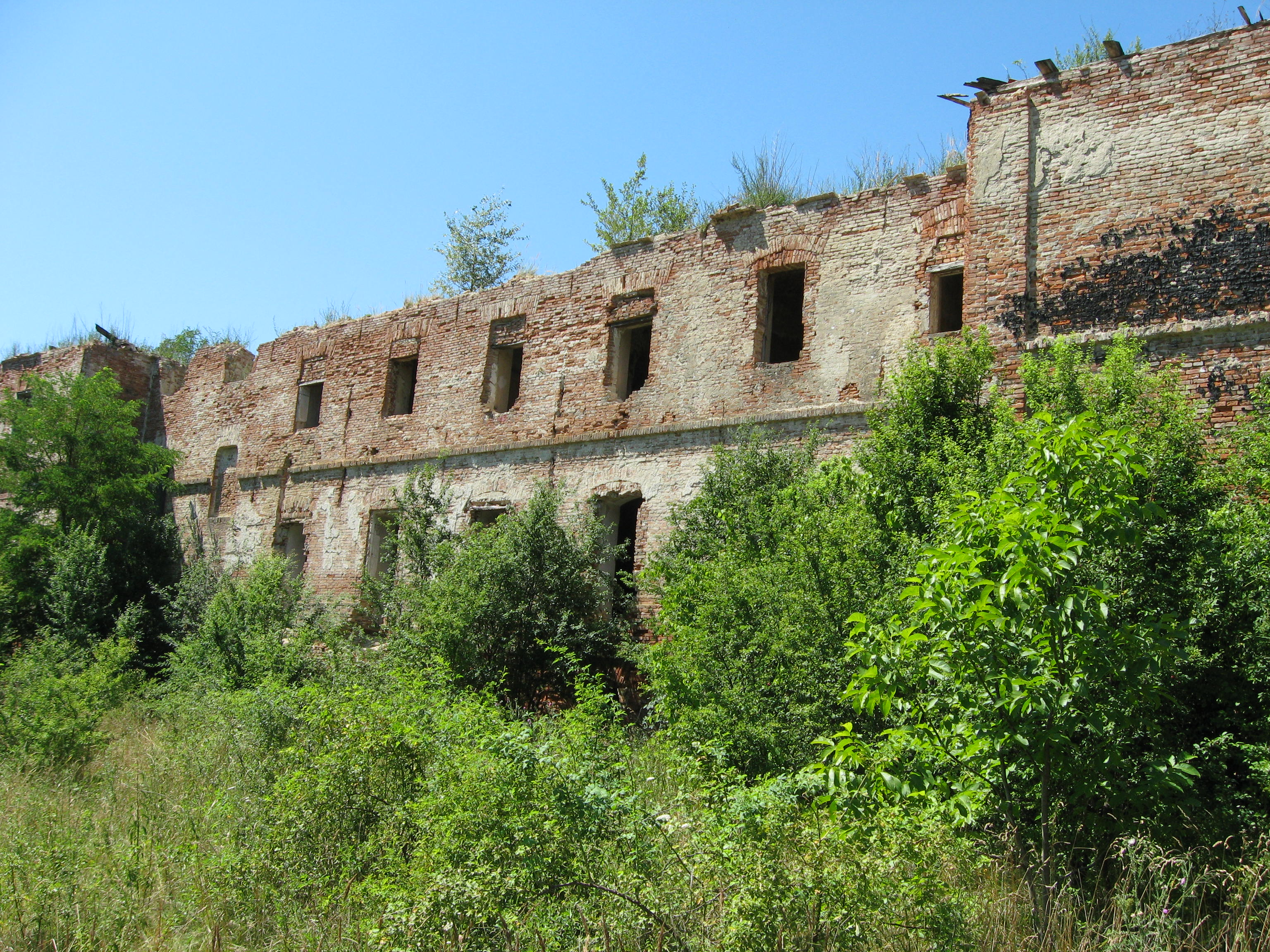
Máriacsalád 2007-ben

## Népessége
| Év:            | 1994. | 2004.   | 2014.   | 2024.   |
| -------------- | ----- | ------- | ------- | ------- |
| Emberek száma: | 2113  | 2079    | 1918    | 1746    |
| Eltérés:       |       | -1,60 % | -7,74 % | -8,96 % |

| Év:            | 2023. | 2024.   |
| -------------- | ----- | ------- |
| Emberek száma: | 1737  | 1746    |
| Eltérés:       |       | +0,51 % |

1880-ban Nagylótnak 1153 lakosából 754 szlovák, 378 magyar, 14 német, 4 más anyanyelvű és 4 csecsemő, míg Kislótnak 280 lakosából 227 szlovák, 47 magyar és 6 német anyanyelvű.
1890-ben Nagylót 1287 lakosából 885 szlovák és 365 magyar anyanyelvű volt. Kislót 320 lakosából 241 szlovák, 78 magyar és 1 német anyanyelvű volt.
1900-ban 1760 lakosából 1322 szlovák és 423 magyar anyanyelvű volt.
1910-ben 1853 lakosából 1093 szlovák, 756 magyar és 4 német anyanyelvű volt.
1921-ben 1990 lakosából 1530 csehszlovák és 414 magyar volt.
1930-ban 2167 lakosából 1774 csehszlovák és 355 magyar volt.
1941-ben 2425 lakosából 1760 szlovák és 608 magyar volt.
1970-ben 2507 lakosából 360 magyar és 2141 szlovák volt.
1980-ban 2353 lakosából 310 magyar és 2032 szlovák volt.
1991-ben 2165 lakosából 1765 szlovák és 244 magyar volt.
2001-ben 2121 lakosából 1815 szlovák és 209 magyar volt.
2011-ben 1955 lakosából 1638 szlovák és 175 magyar volt.
2021-ben 1803 lakosából 142 (+6) magyar, 1430 (+15) szlovák, 24 (+13) cigány, 7 (+3) egyéb és 200 ismeretlen nemzetiségű volt.

## Nevezetességei
Újlóthoz tartozik Máriacsalád-puszta, a magyarországi pálosok egykor híres, mára teljesen elfeledett kolostora és temploma. A pálosok 1512-ben építettek itt Szűz Mária tiszteletére templomot és kolostort, melyet 1745-ben barokk stílusban építettek át. Ekkor készültek egykoron híres falfestményei, melyekből mára semmi sem maradt. A rendet 1786-ban II. József feloszlatta, a kolostor több mint 1000 kötetes könyvtárát átszállították Budára, a rend hatalmas vagyona pedig a Vallásalap tulajdona lett.
1860-ban a Vasárnapi Ujság még a templom viszonylag jó állapotáról számol be. Mára már a máriacsaládi kolostor csak rom. 1863-ban a templom leégett, a tűzben elpusztultak tornyai, valamint a tetőzet és a kolostor második emeleti része. A templomot többé nem építették újjá, később magtárrá alakították át, a kolostor pedig egy emelettel alacsonyabb lett. A második világháború alatt az épület súlyosan megsérült. Ennek ellenére 1990-ig az érsekújvári honismereti múzeumnak volt itt egy kirendeltsége, azonban a restitúció (kárpótlás) értelmében a kolostort visszakapta a Pozsony-Nagyszombati főegyházmegye. Azóta a kolostort és a templomot már majdnem teljesen lebontották. A kolostor alatt egy több kilométer hosszú alagútrendszer húzódik, amely a legenda szerint összekötötte Máriacsaládot a garamszentbenedeki apátsággal. Annyi biztos, hogy a török támadások idején a környék lakossága ezekben a járatokban húzta meg magát.
Vályi András szerint " CSALÁD. Szabad puszta Bars Vármegyében, az Esztergomi Fő Érsekségben, 1786. esztendeig vólt itten a’ Sz. Pál’ Szerzeteseinek (Paulinusok’) nevezetes Klastromjok, mellyet 1512. Haraszti Ferentz, és Lévay Zsigmond 366gyarapítottak; de azután feldúlattatván, nagy három emeletű igen jeles épűletével, még nagyobb diszére hozattatott, ’s szép márványnyal ki rakott templommal ékesíttetik, Fűsshöz 5/4. óra járásnyira, fekszik Belleg mellett, Komáromhoz nem meszsze. Most a’ Religyioi Kintstárhoz tartozik. 1783. esztendőben itten egy 61. személyböl álló gyűlés tartatott F. Tiszt. Gindl Gáspár nagy tudományú Privincialisnak jelen létében. Kezdődött e’ Szent Pál Szerzete Magyar Országban 1215. esztendőben, ’s innen terjedett el Olasz, Lengyel, Horvát, Cseh, Morva ’s több Országokba: vége szakasztatott 1786., a’ Szent Benedek Szerzetével egyetemben; melly Szerzet 791. esztendeig, a’ Paulinusoké pedig 571. esztendőig virágzottak. Határja kies, és jó termékenységű." 
- Az újlóti római katolikus templom 1904 és 1910 között épült az 1901-ben leégett, 1787-ben épített Szent Mária Magdolna  templom helyett. A templomot 1910. október 9-én Kohl Menyhért  püspök a Magyarok Nagyasszonya tiszteletére szentelte fel. 1945 után a templom titulusát megváltoztatták, ma Szűz Mária Istenanyasága tiszteletére van szentelve.
- Újlót református temploma 1882-ben épült. Felújítását követően 2001. április 8-án szentelték fel újra. Faharanglábjában a harangok 1854-ből és 1862-ből származtak.[10]

## Közlekedés
Az autóbusz- és a vasúti menetrendek a következő hivatkozással érhetőek el: Szlovák menetrendek

## Lásd még
- Magyar Pálos Rend
- A garamszentbenedeki bencések itt elrejtett kincseiről szóló legenda: Garamszentbenedeki apátság

## Képek

### Újlót

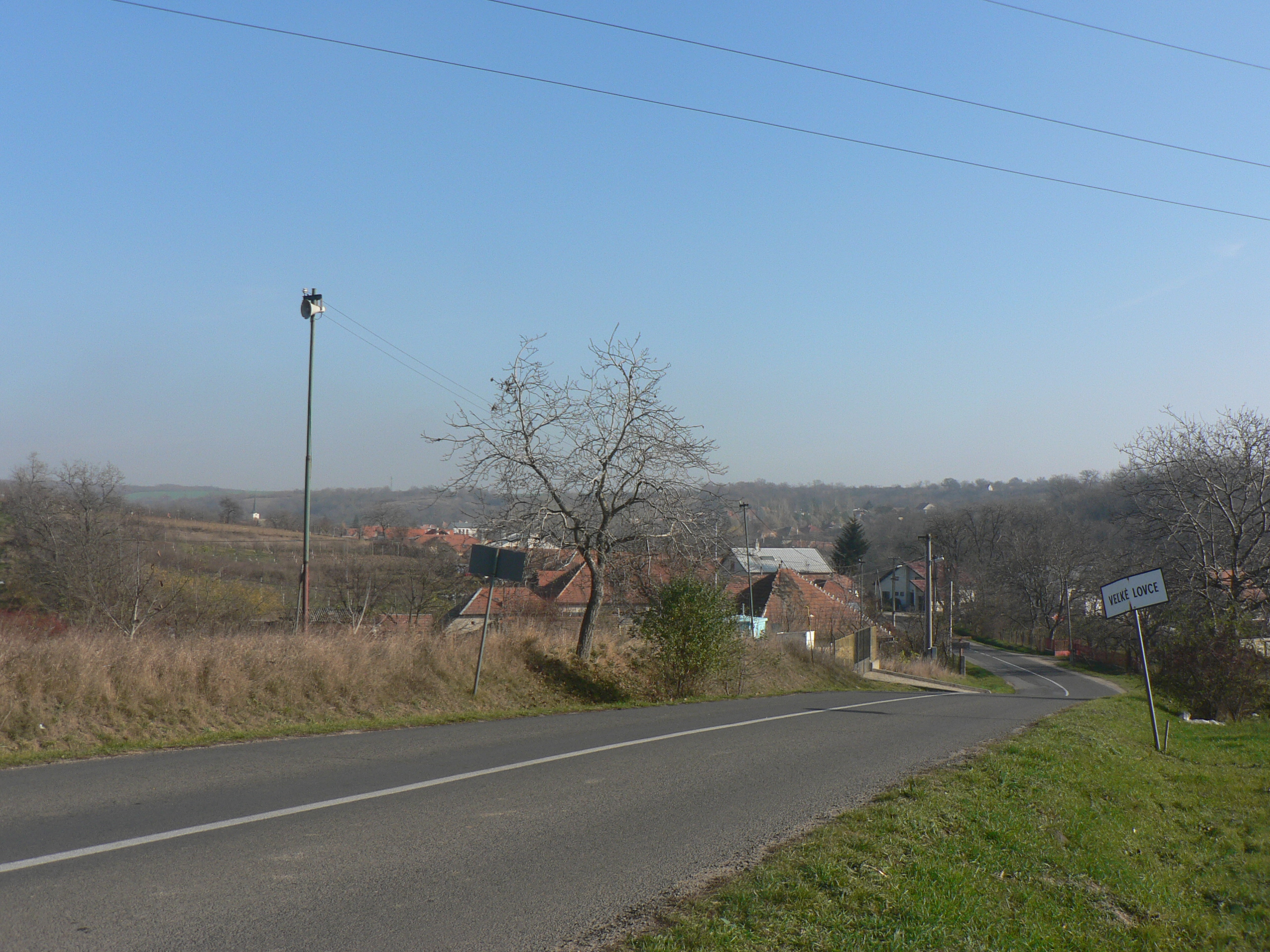
Újlót határán
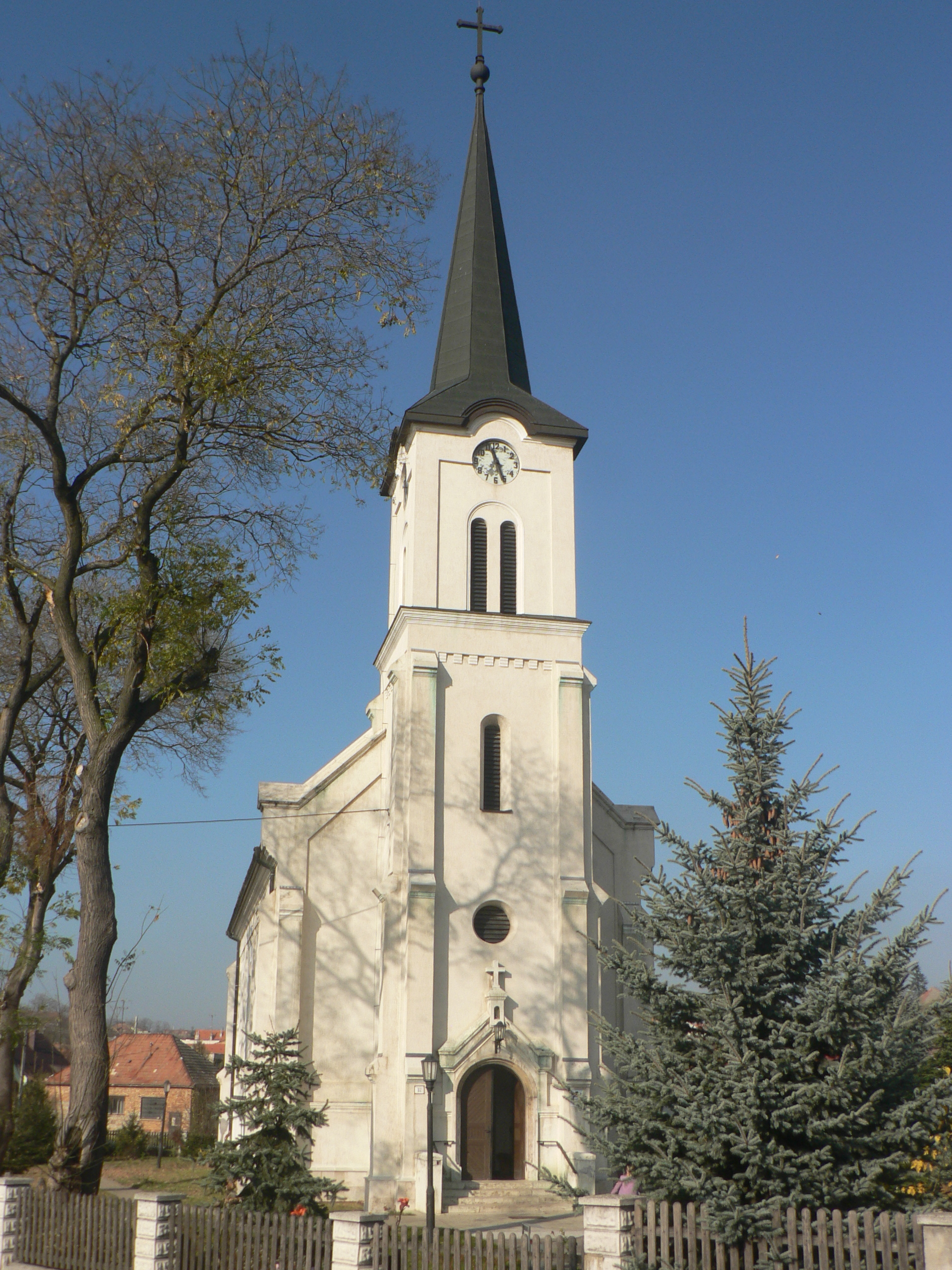
Katolikus templom
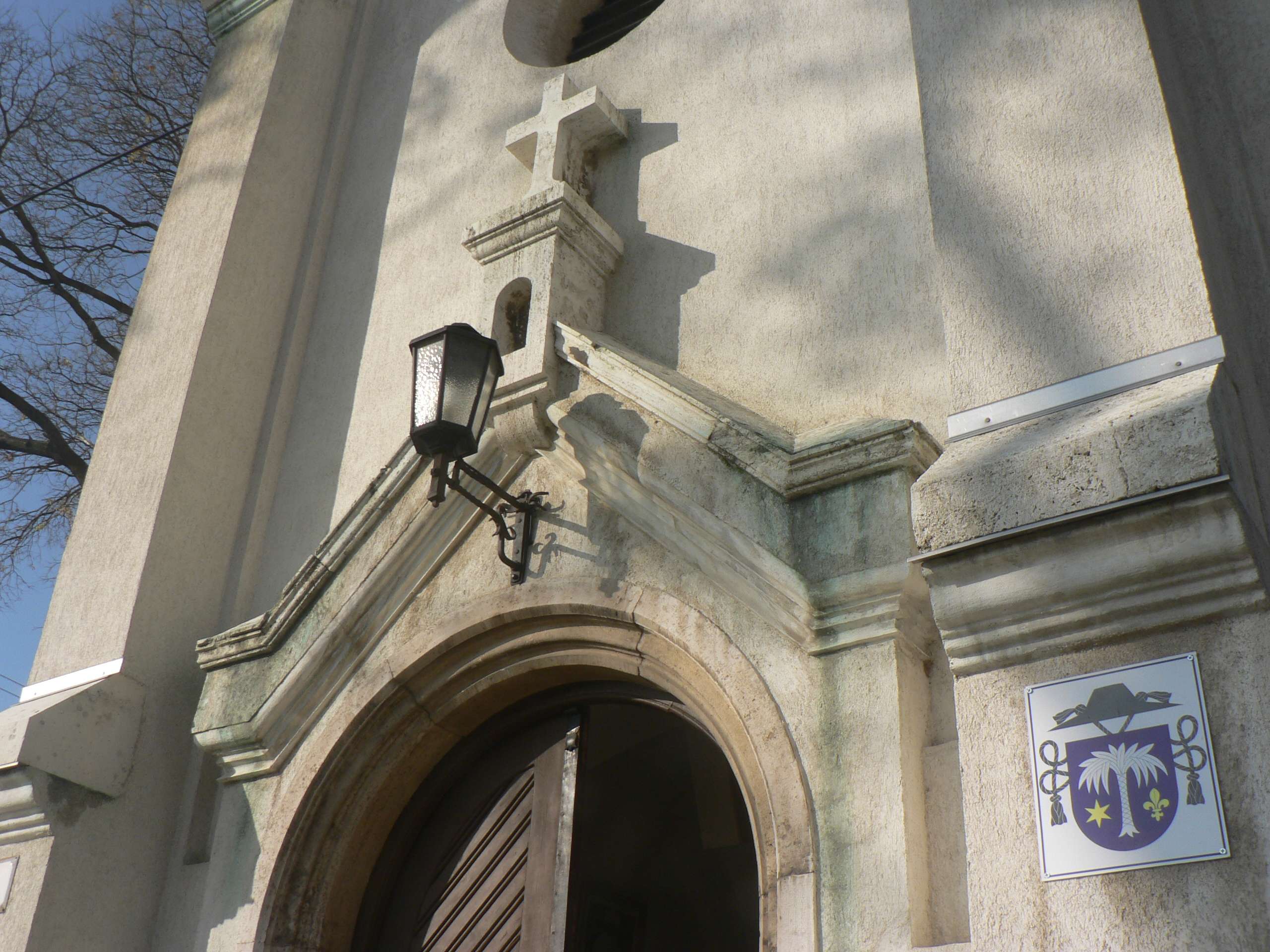
Katolikus templom - részlet
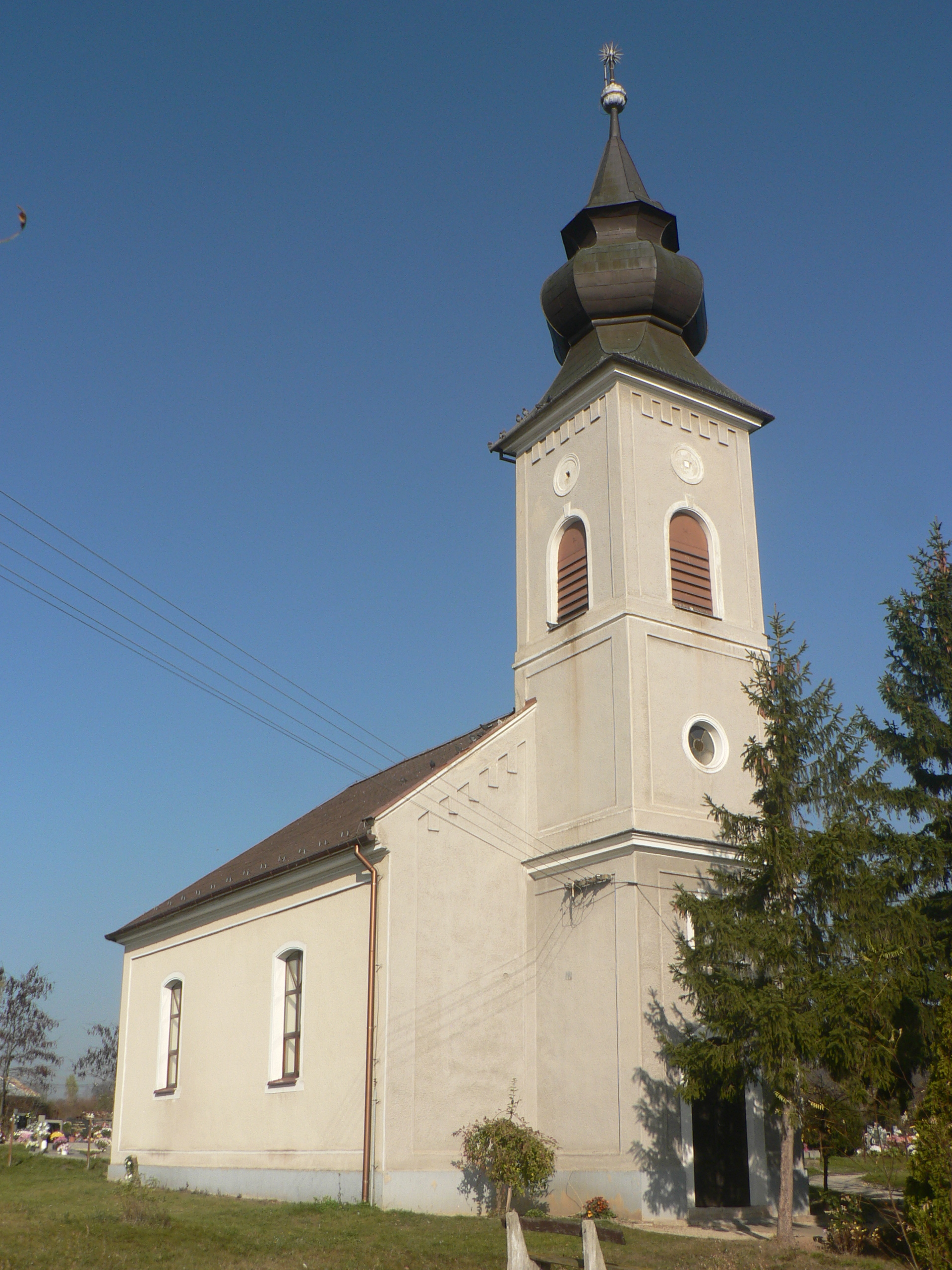
Református templom
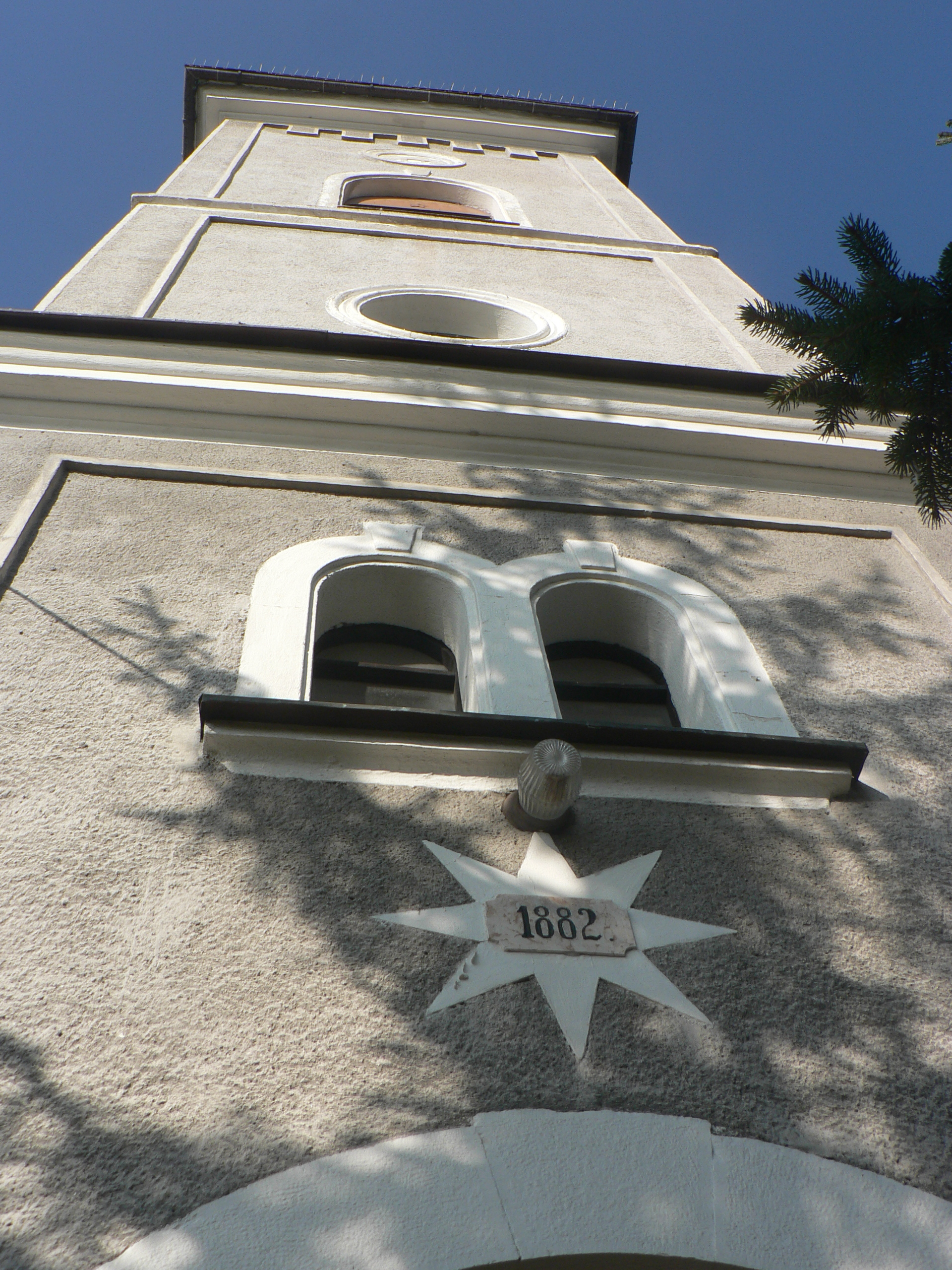
Református templom - torony

### Máriacsalád OSPPE

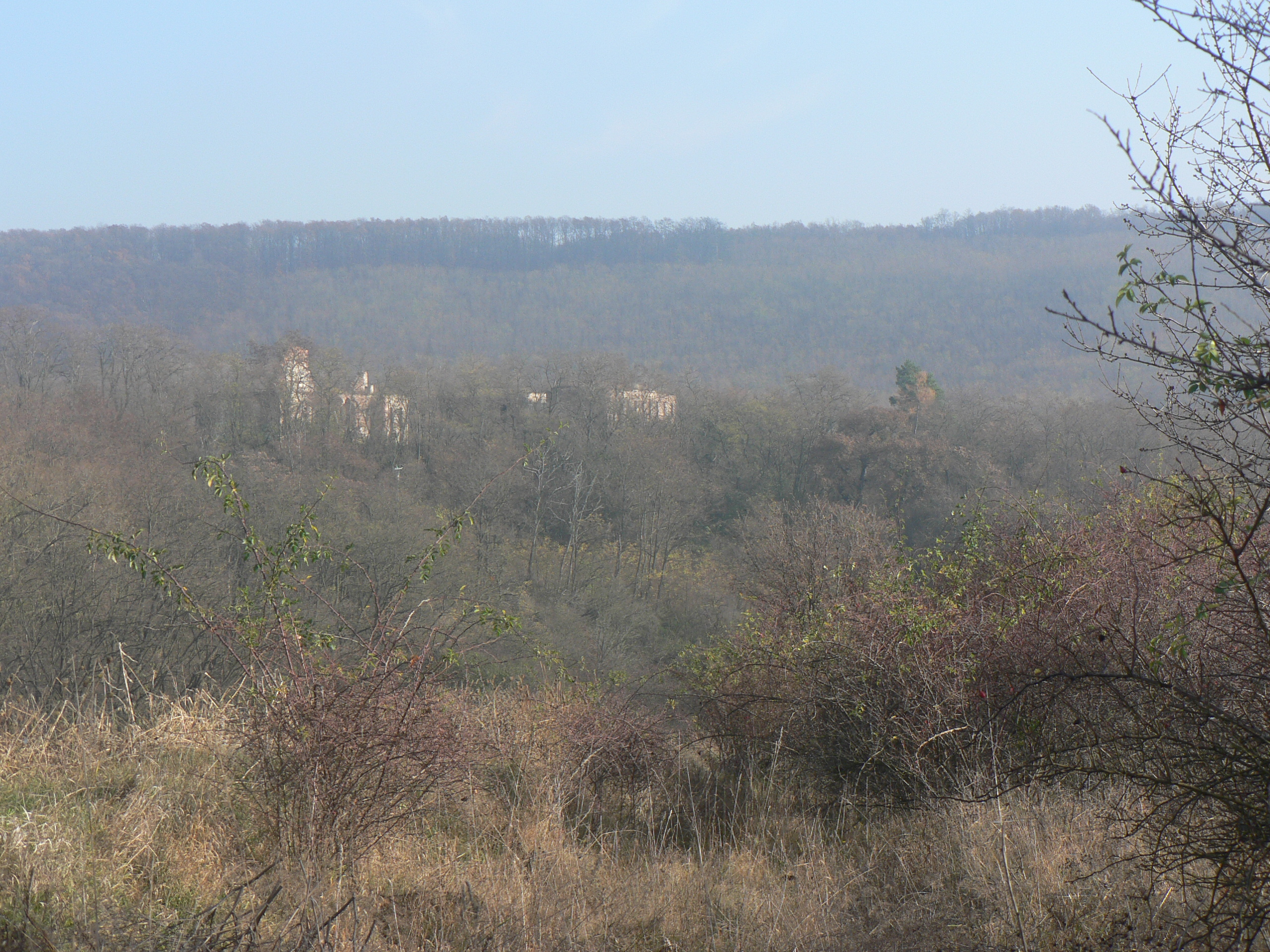
A volt Pálos-kolostor látképe az újlóti dűlőút felől
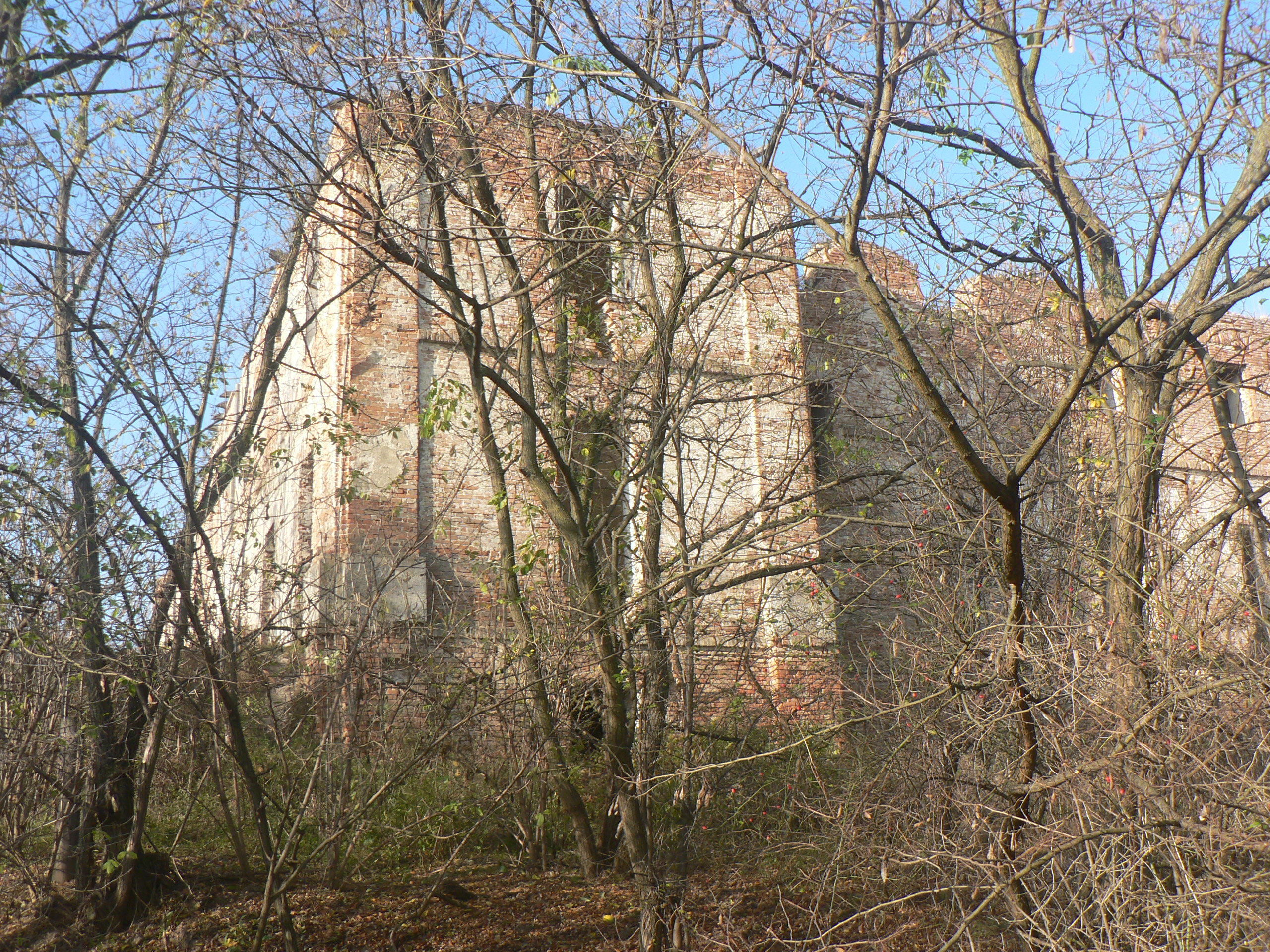
A fák benövik a romokat
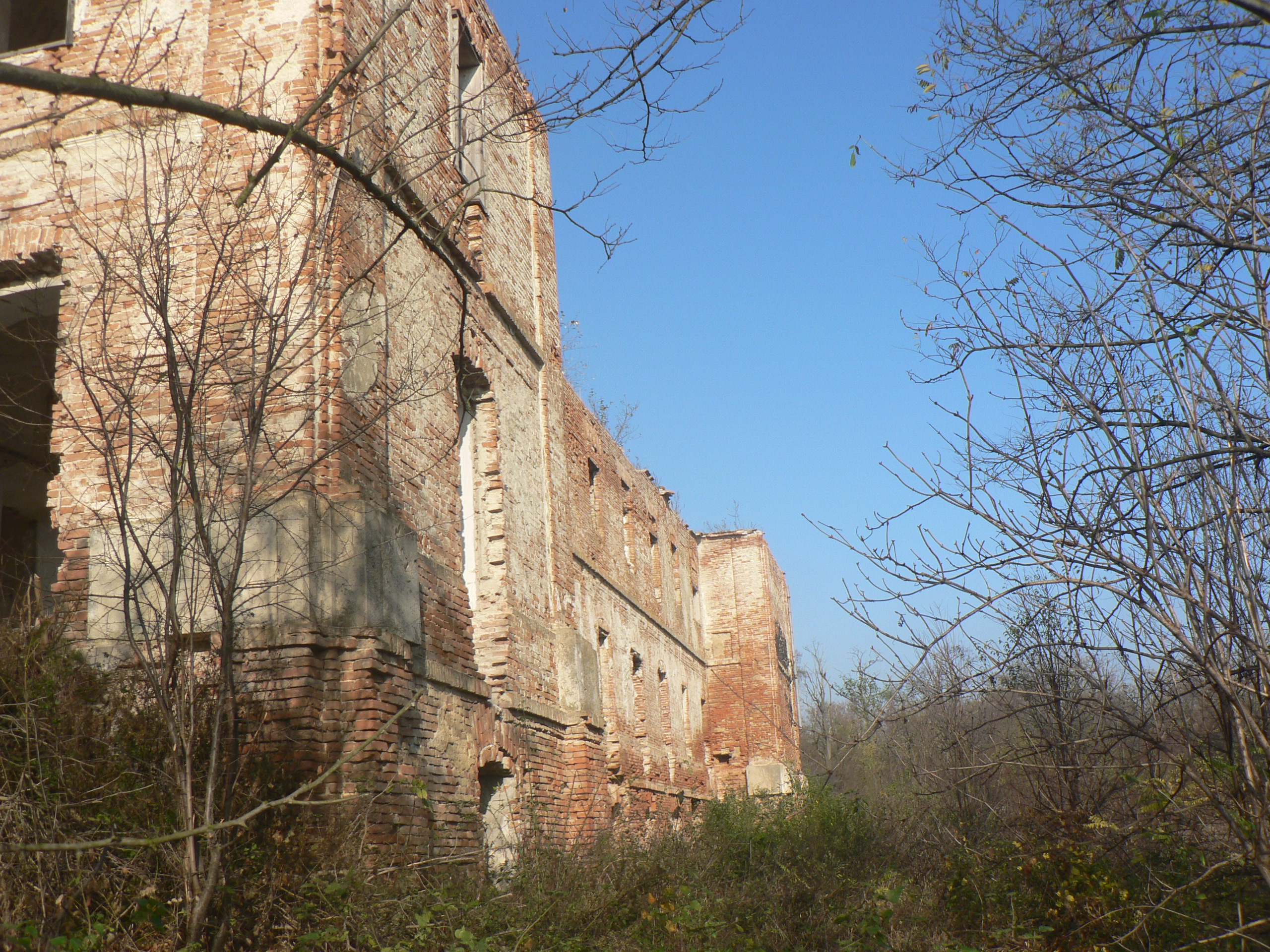
A keleti szárny
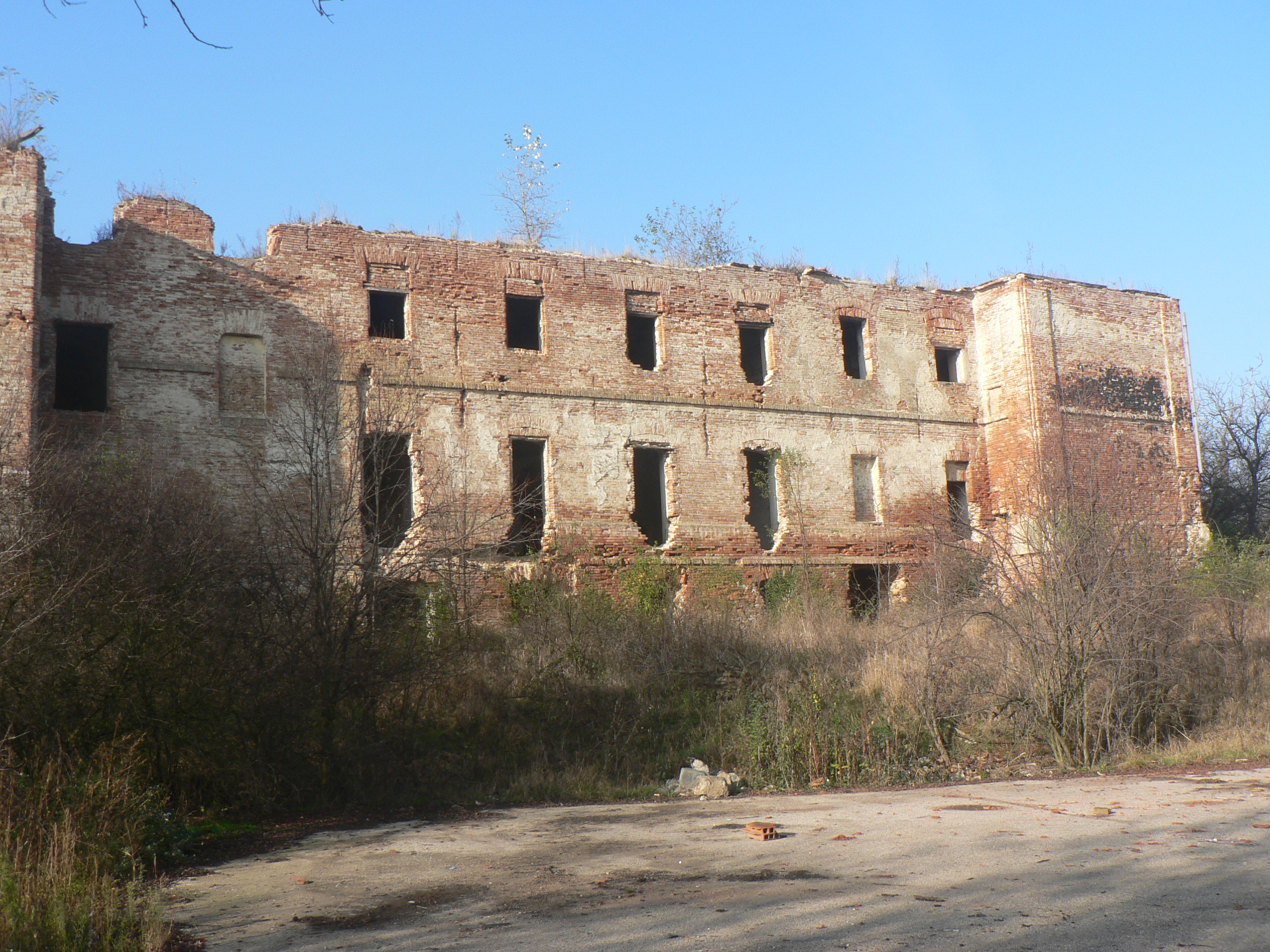
Parkoló az épület előtt a "más irányú hasznosítás" idejéből
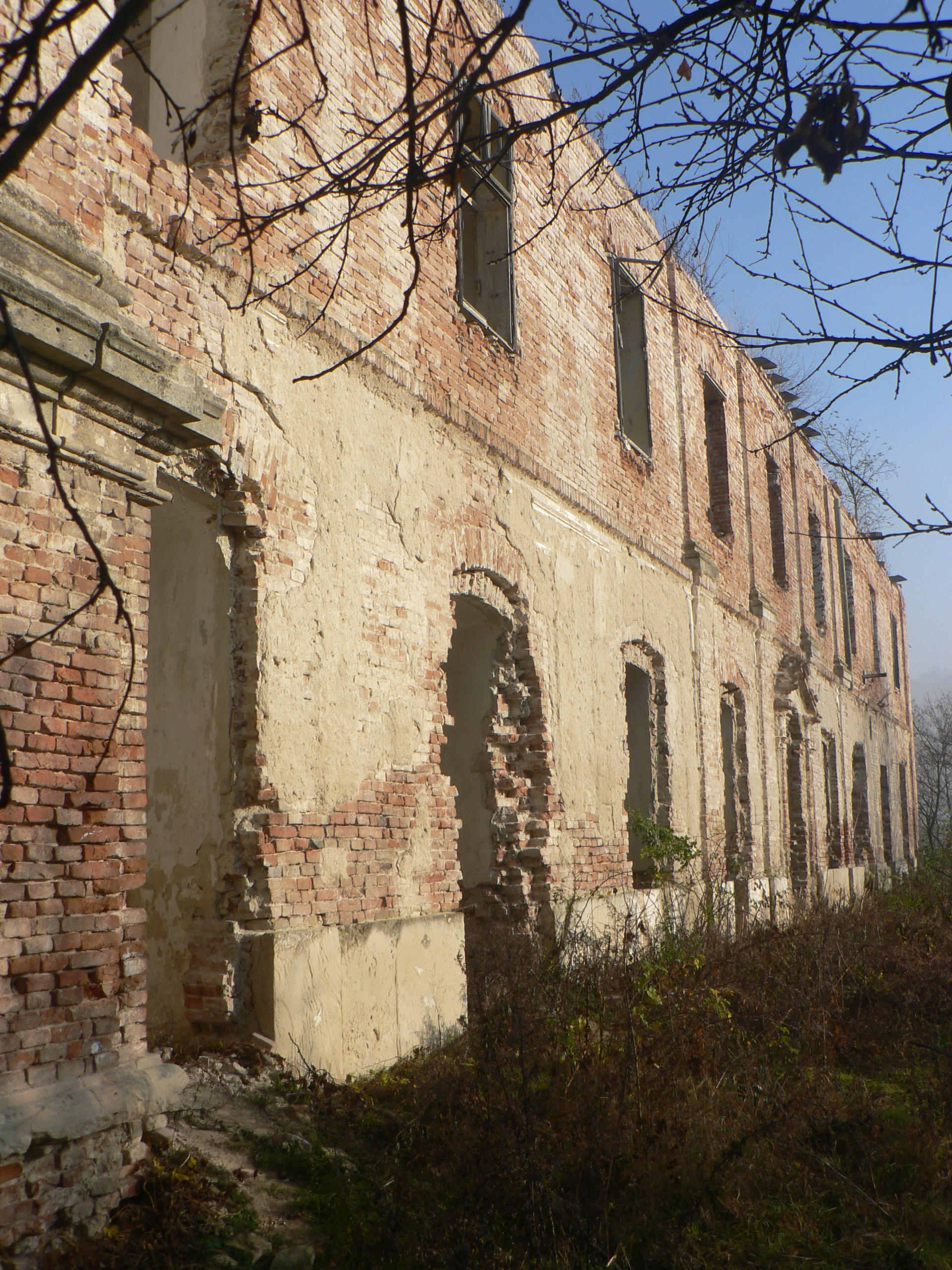
A déli szárny
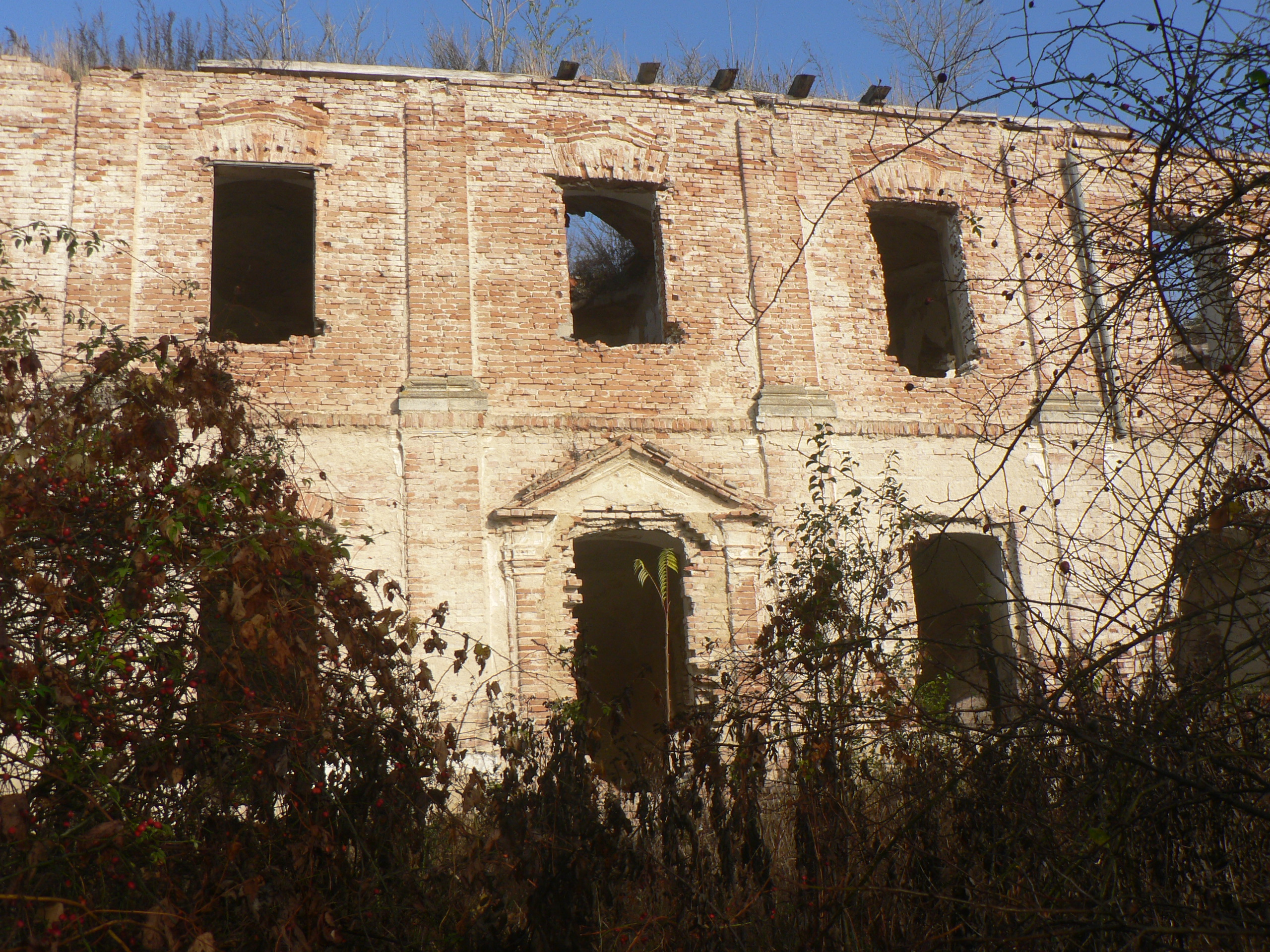
A déli szárny (2)
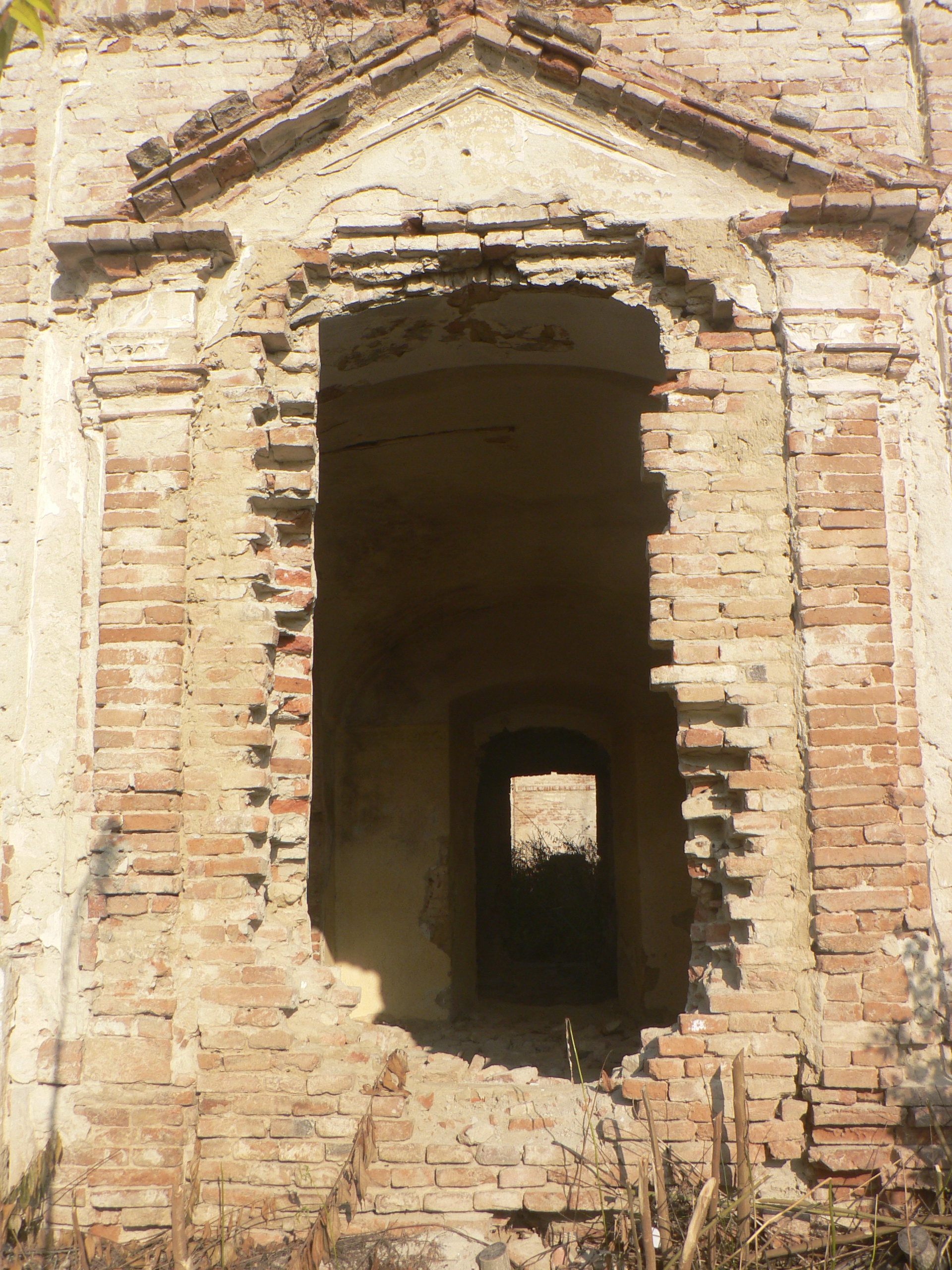
A befalazott, majd kibontott főbejárat
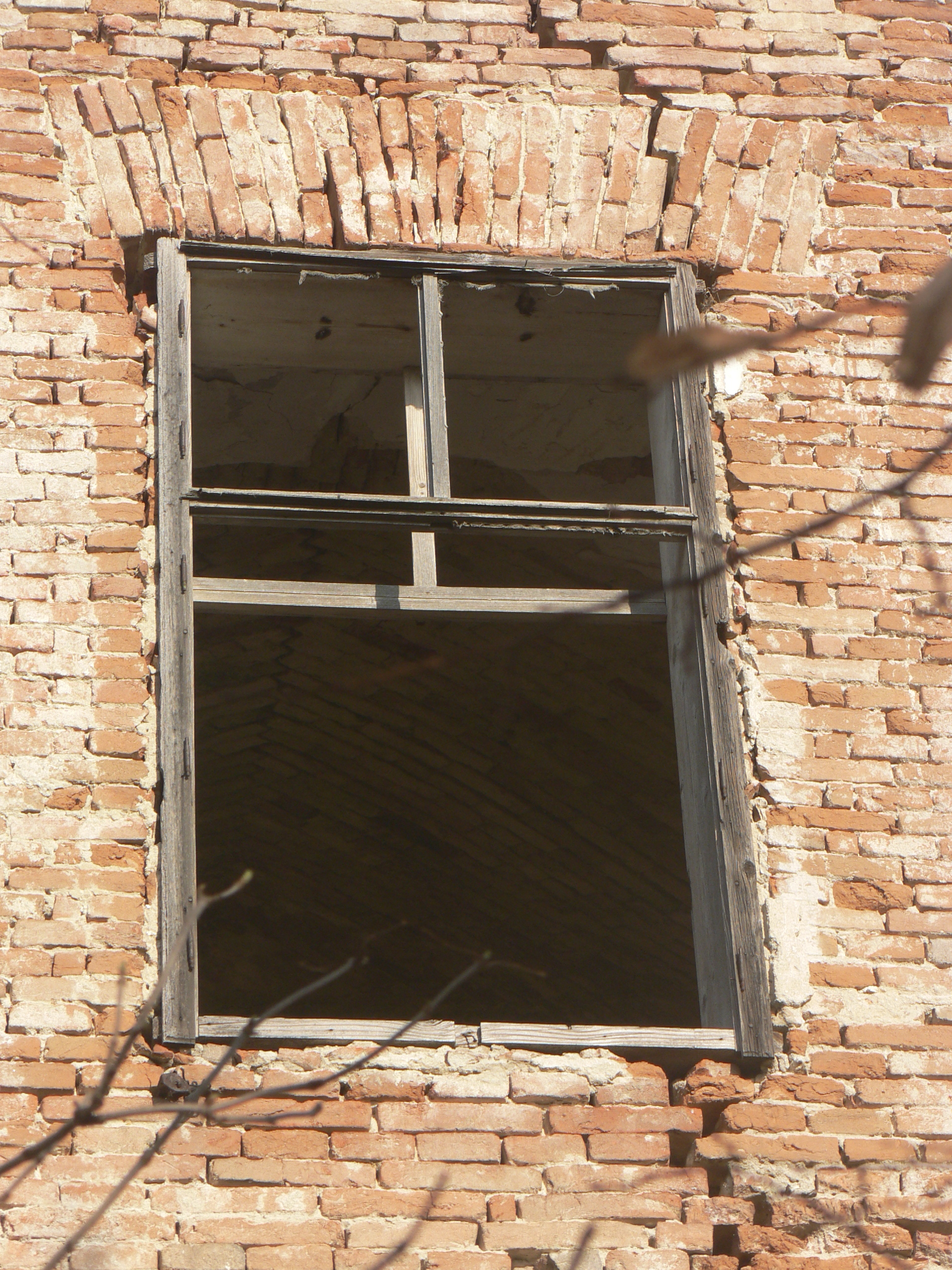
Ablaknyílás kerettel...
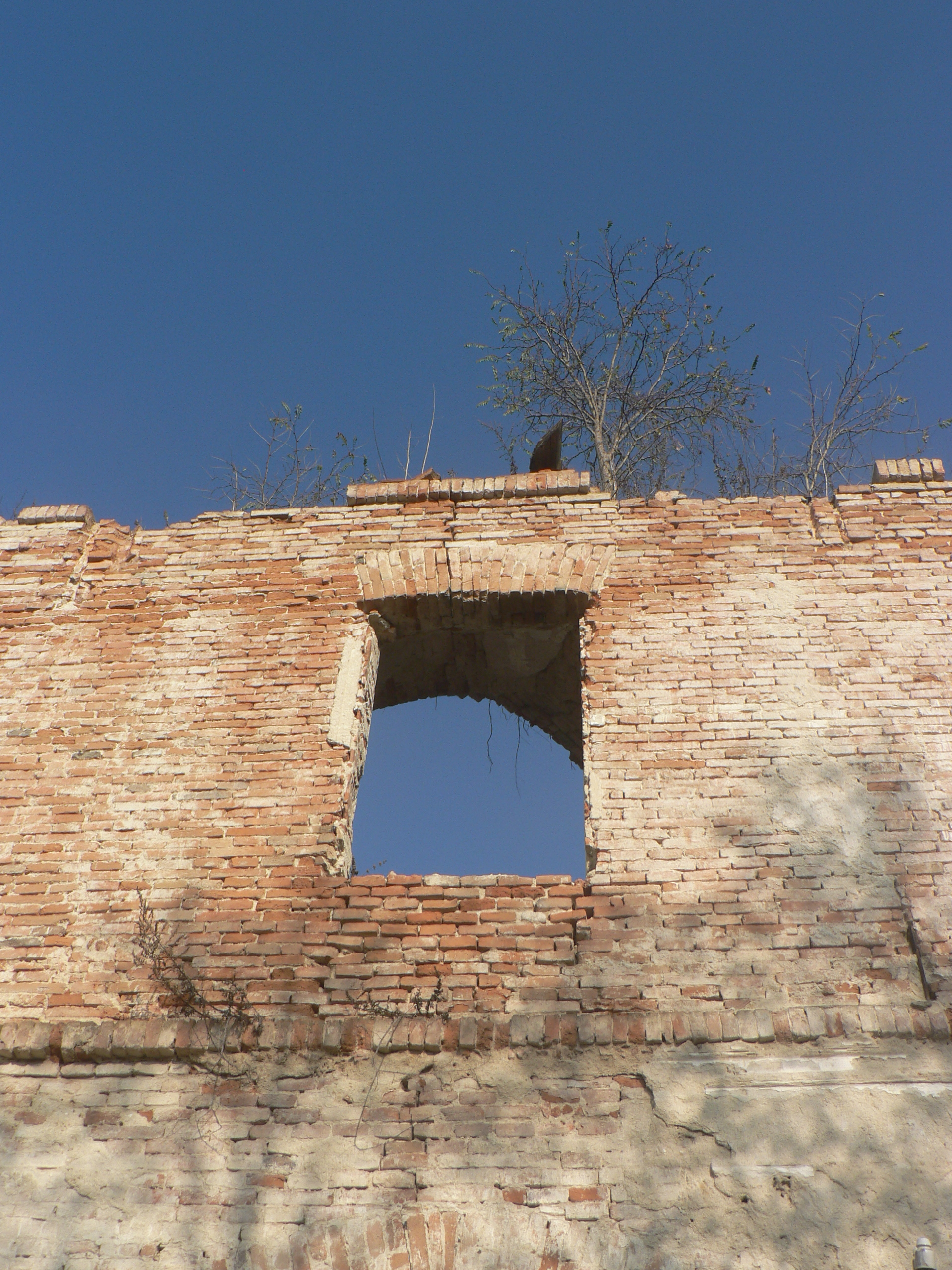
... és keret nélkül
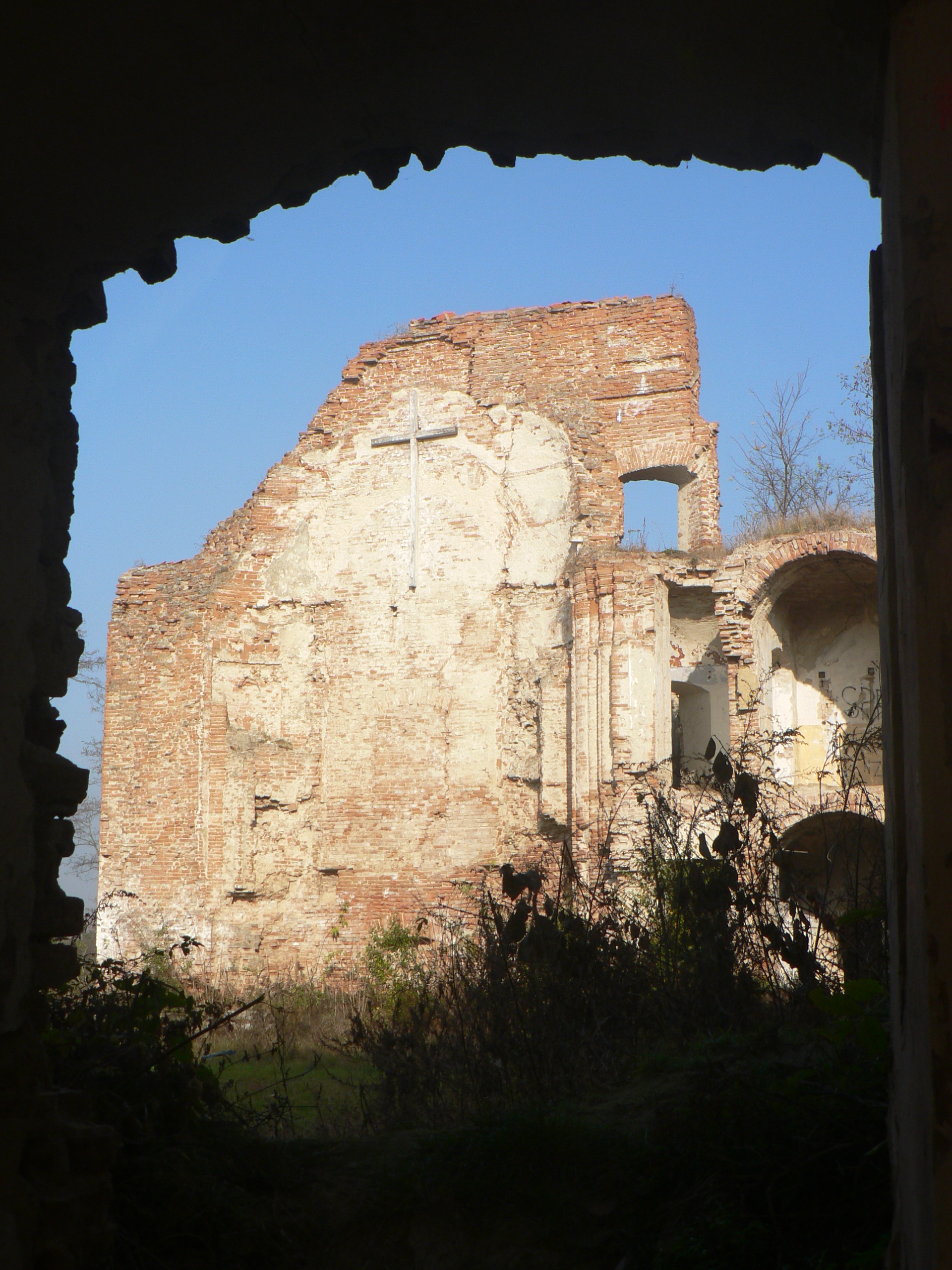
A templomnak nyoma sincs...
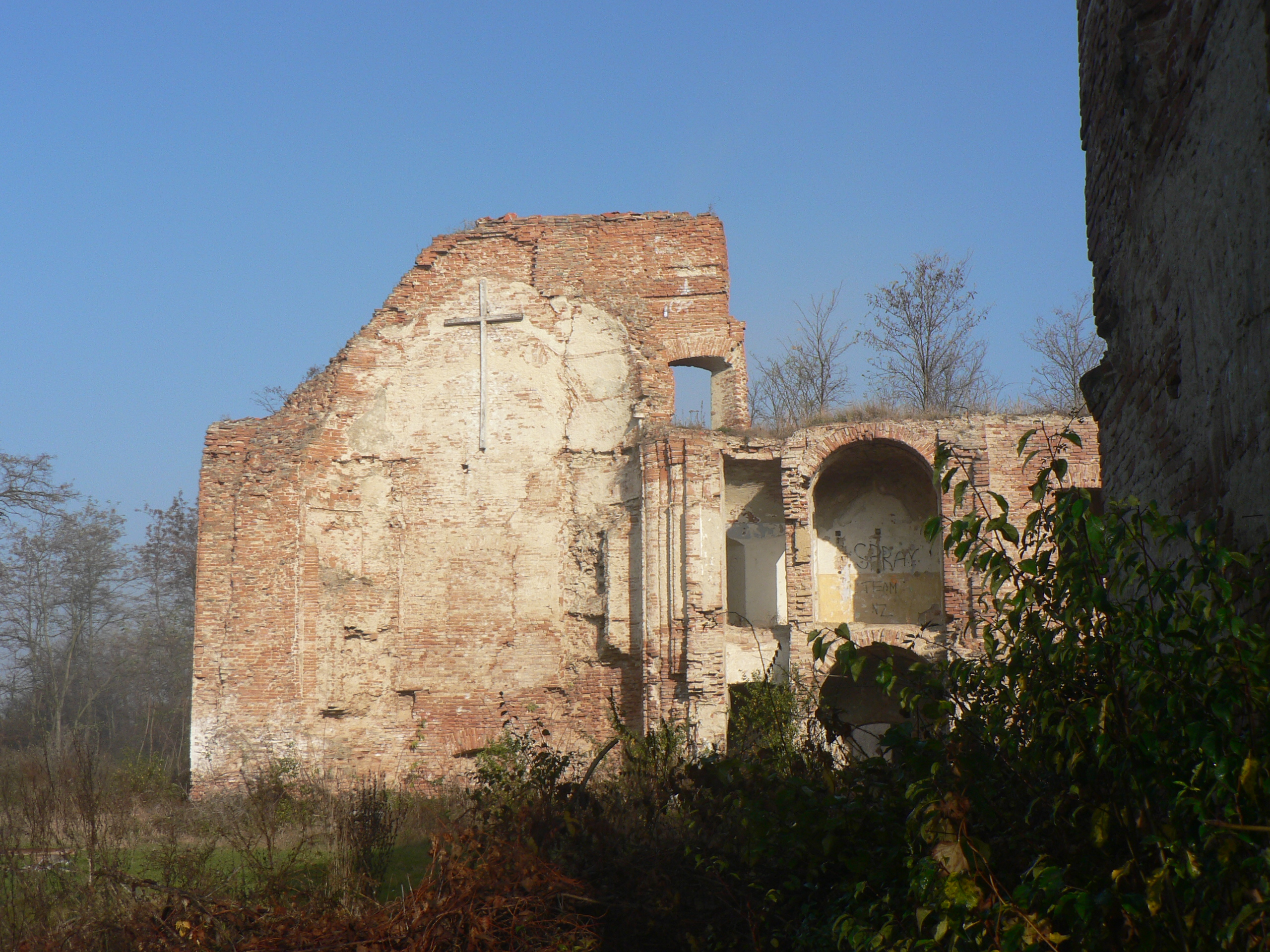
...csak a hátsó fala maradt...
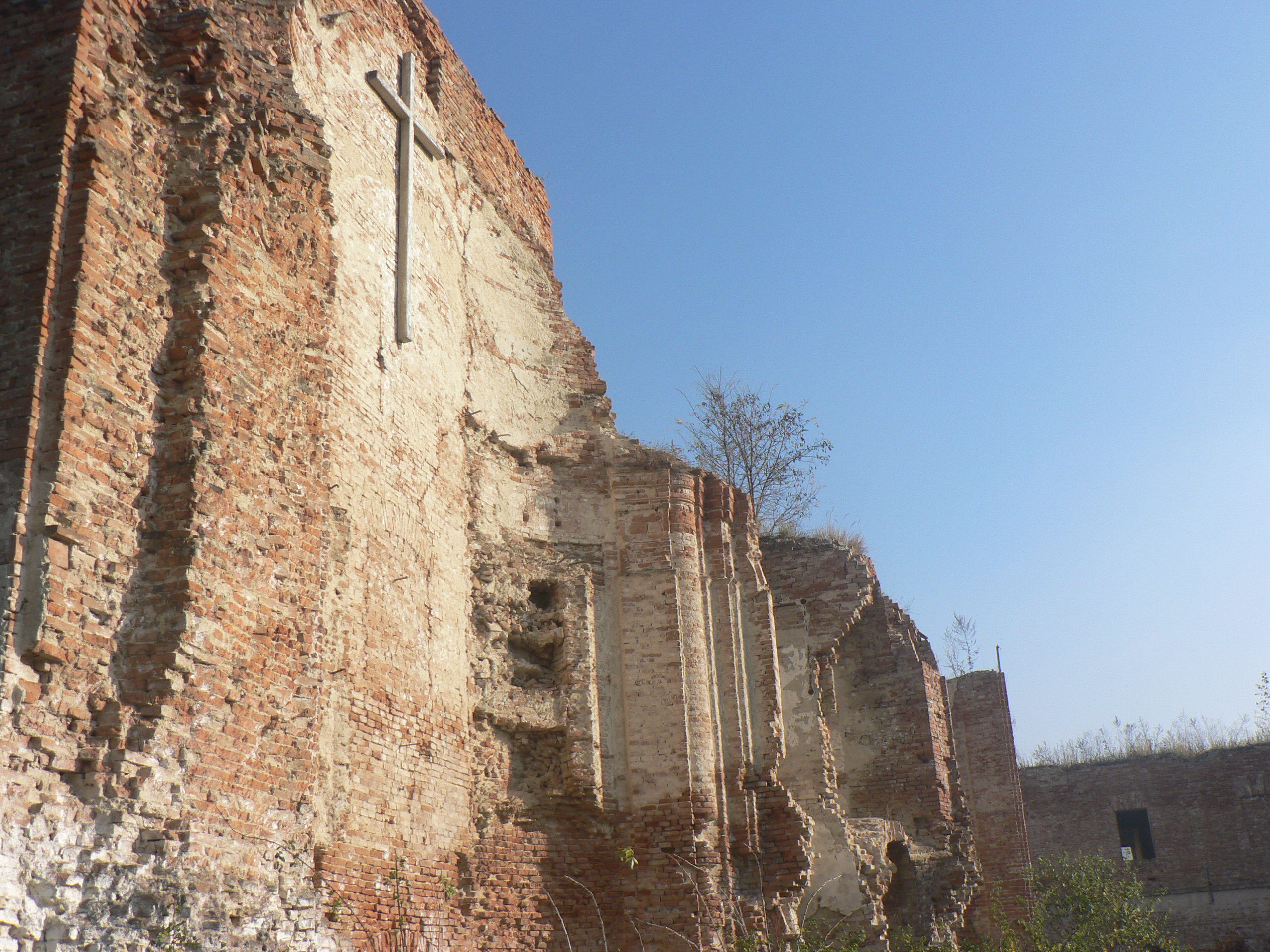
...és egy pillér torzója
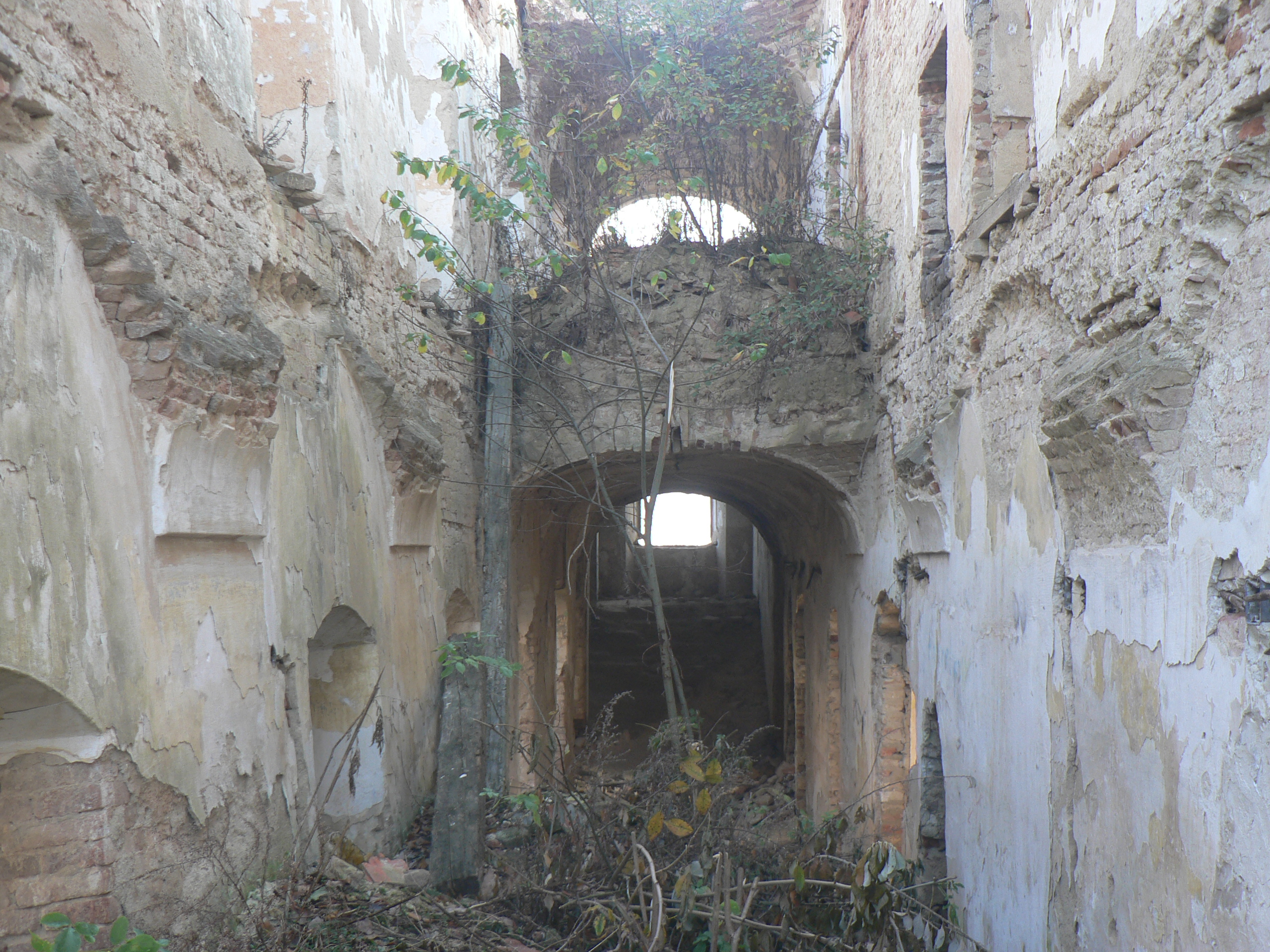
Ha az idő bont...
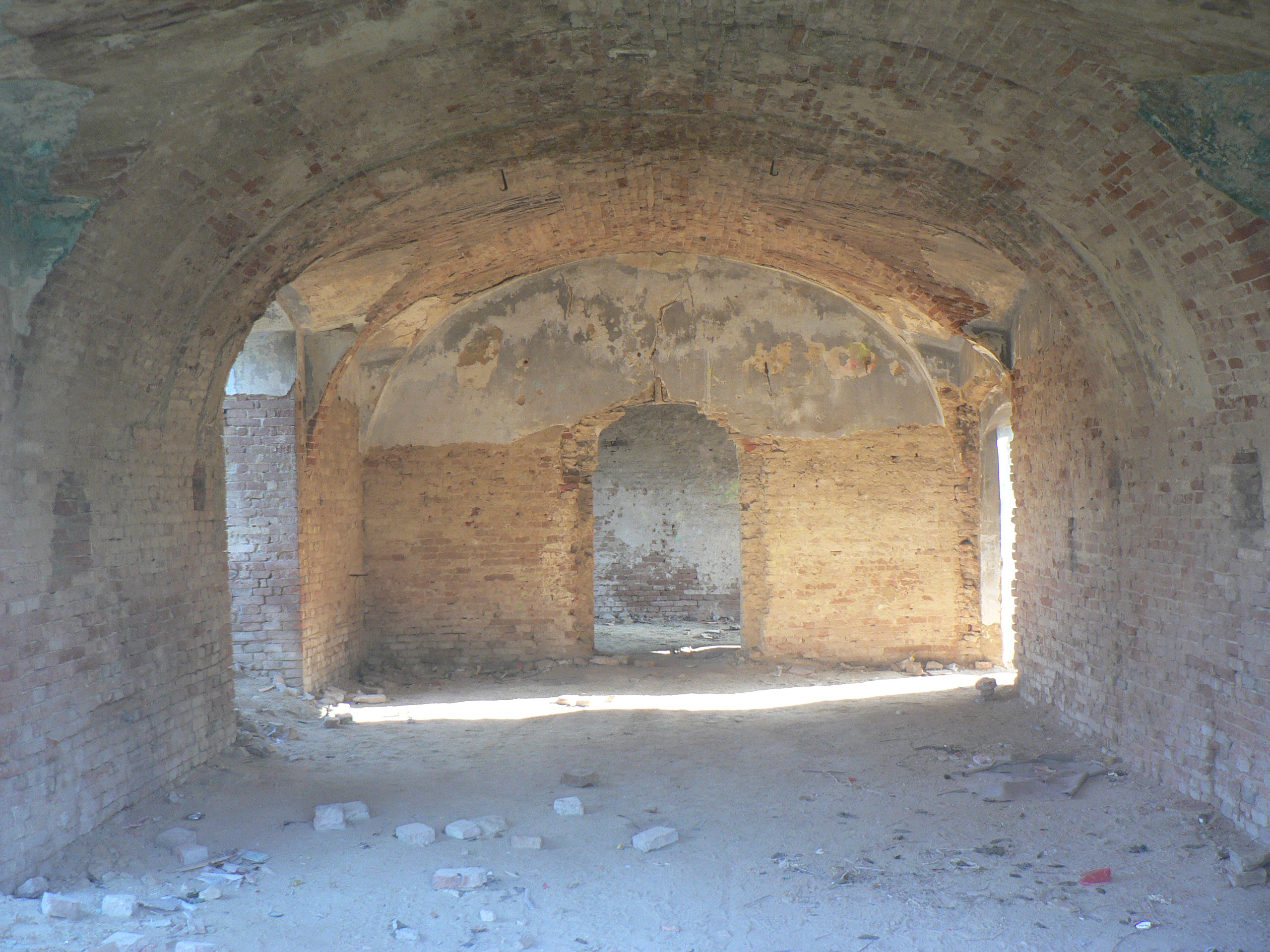
A boltívek még ellenállnak
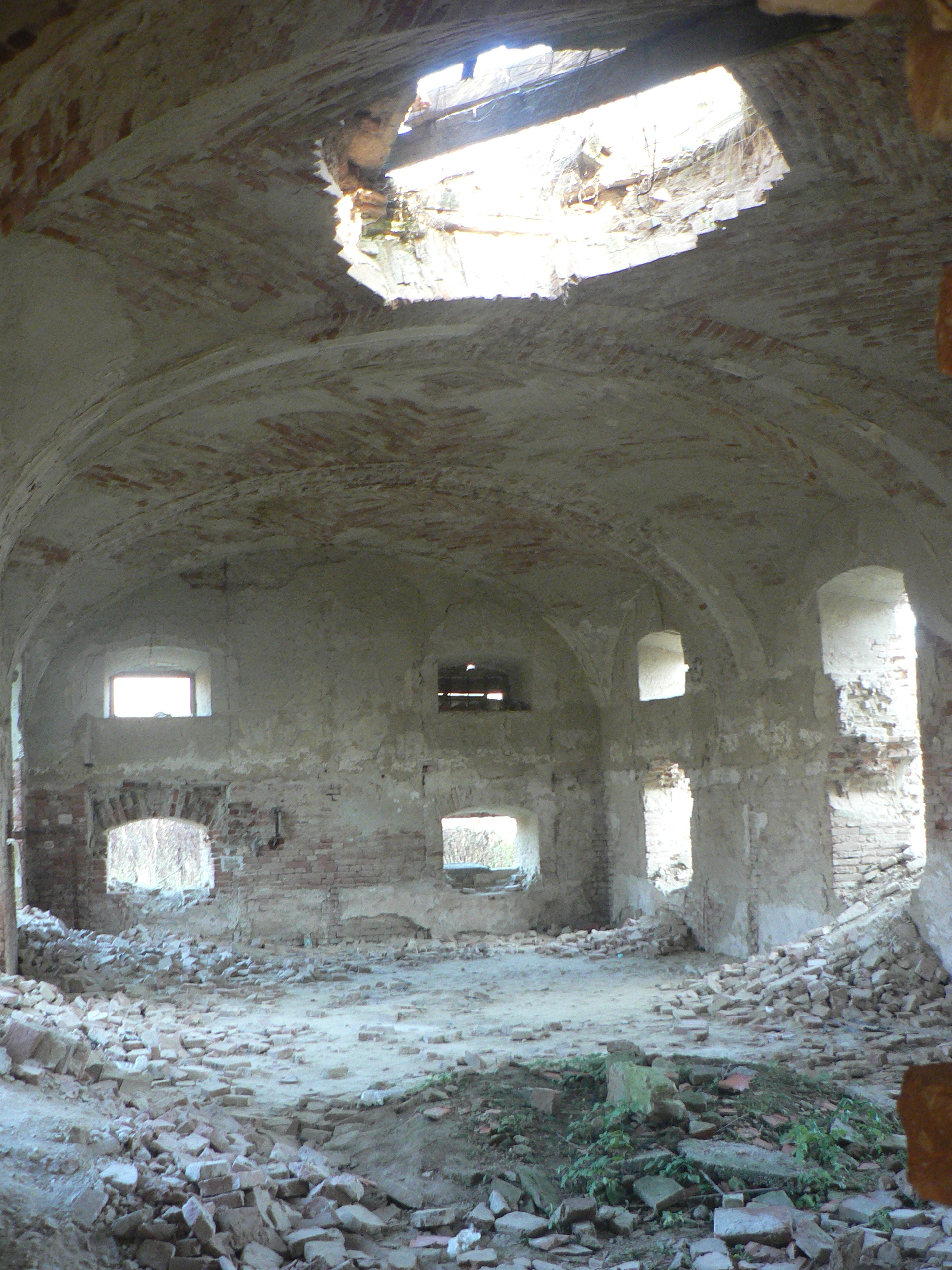
Kiesett zárókövek
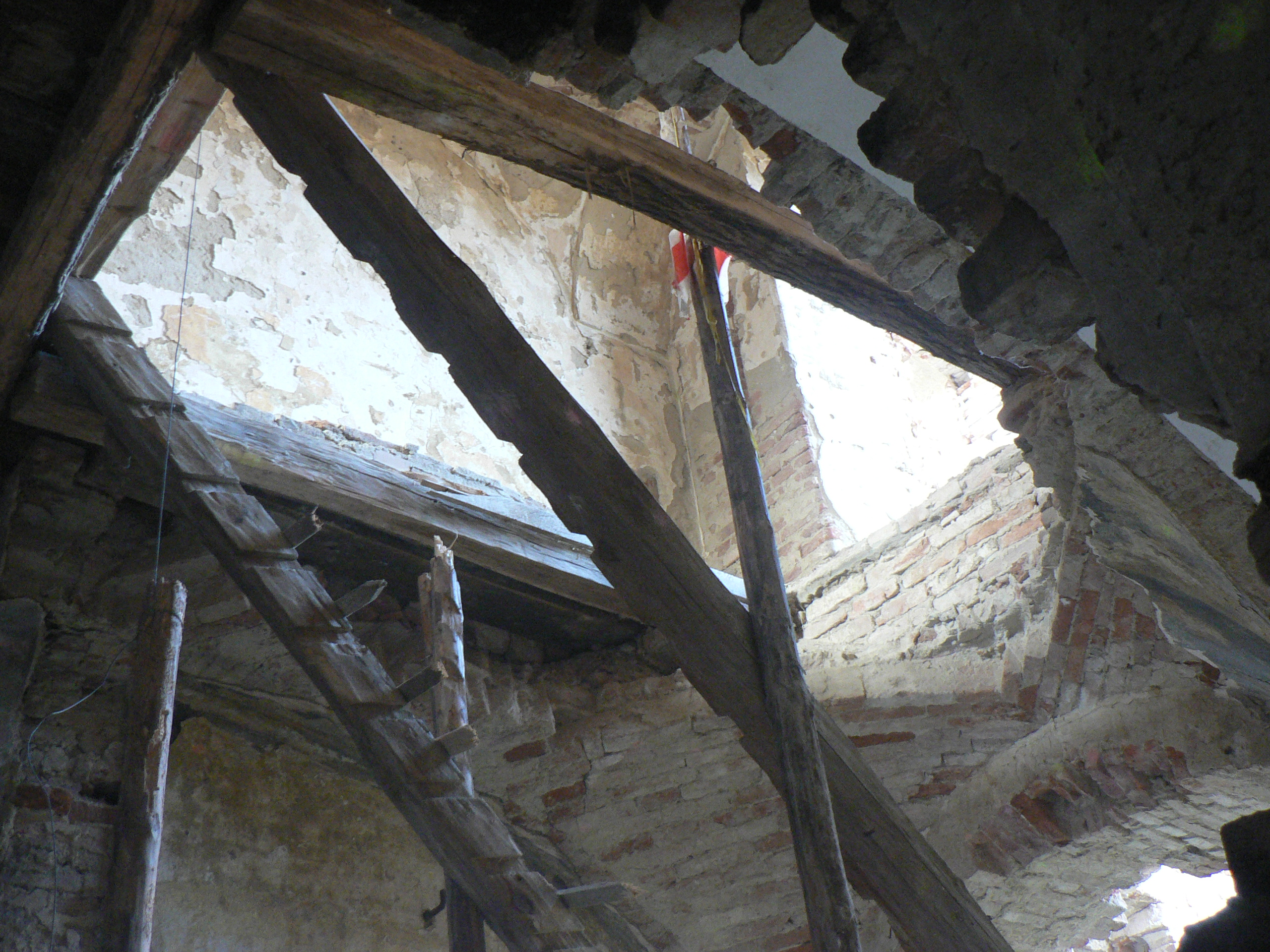
Leomlott lépcsők
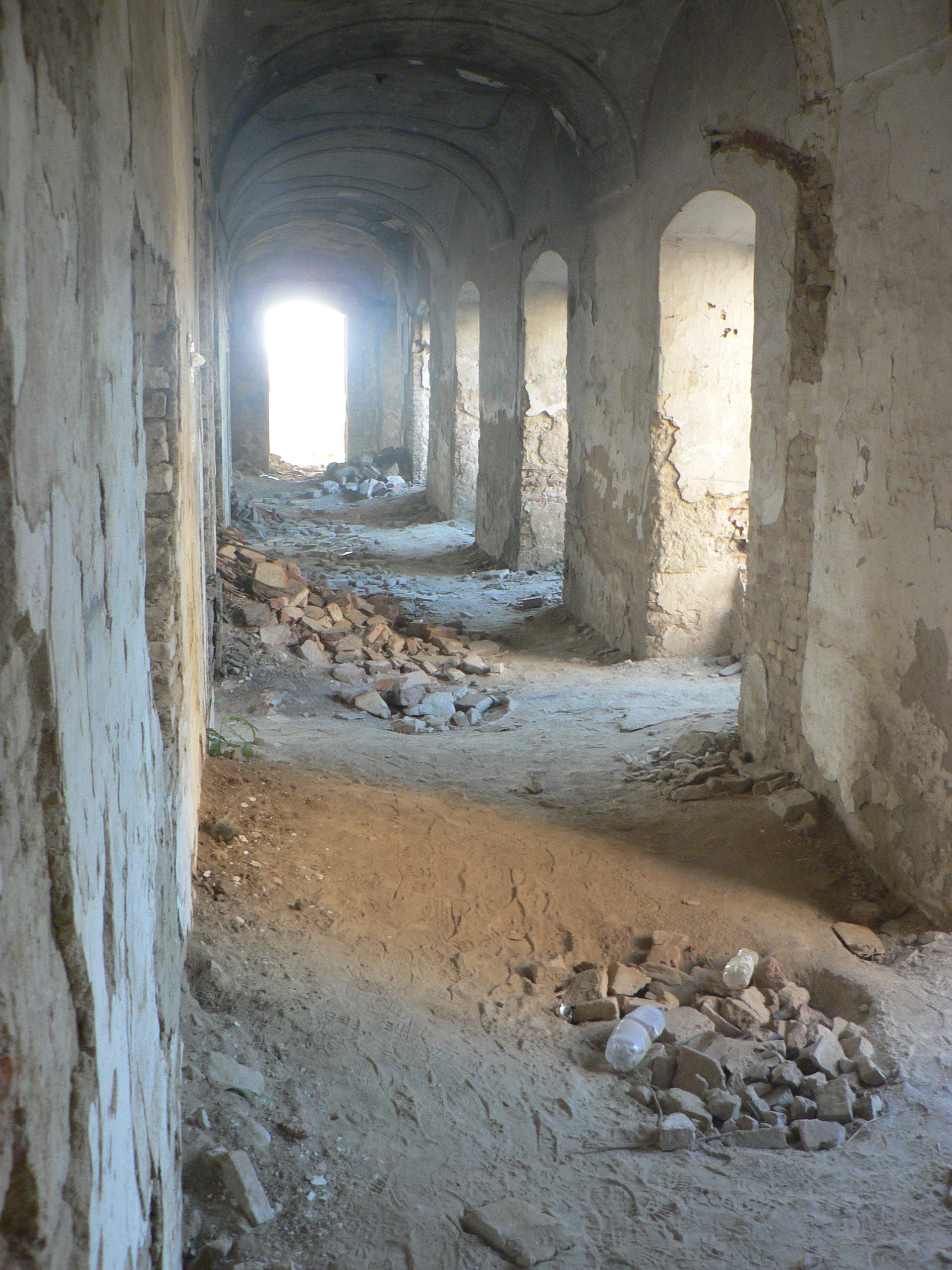
Első emelet
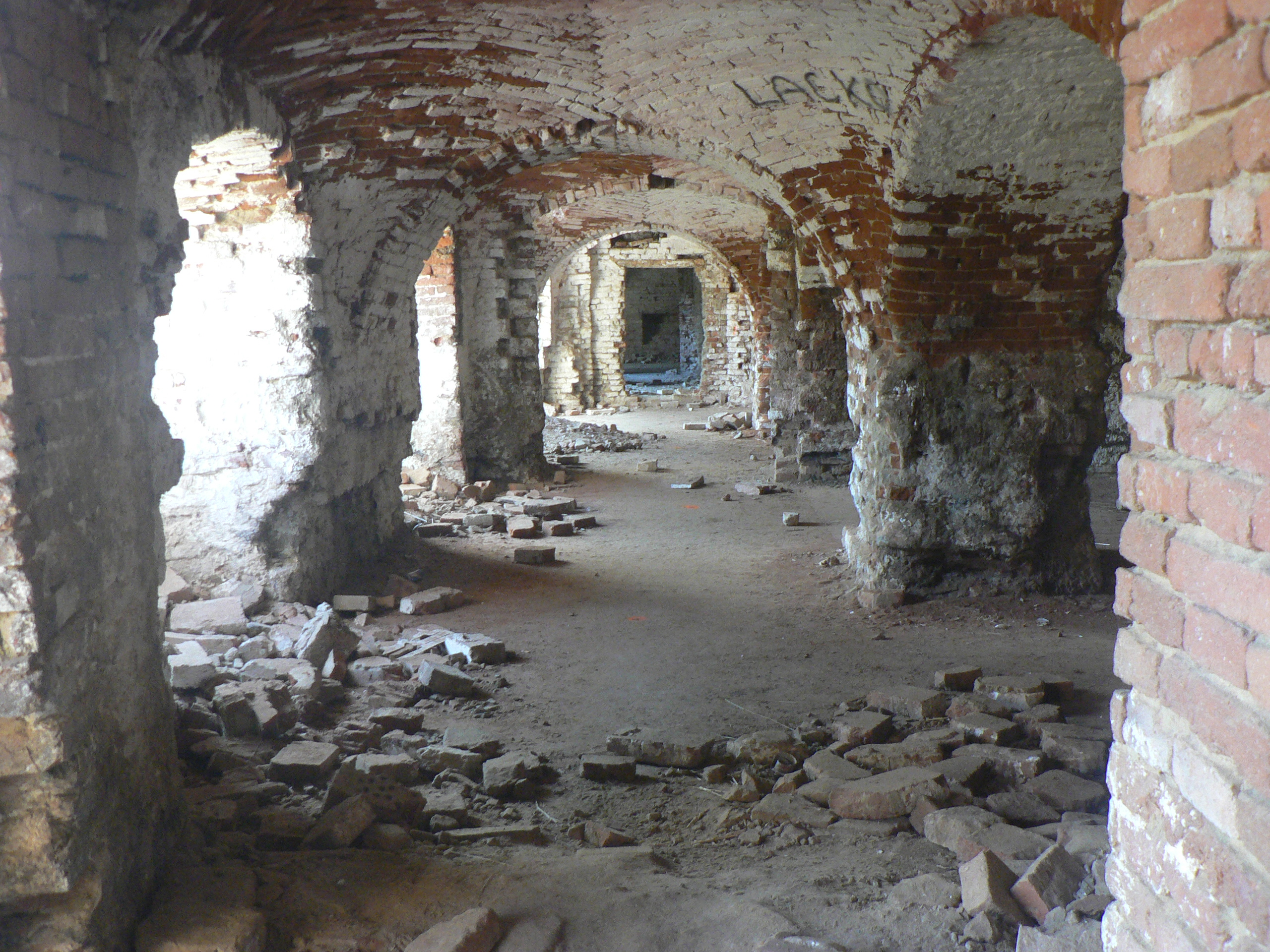
Földszint
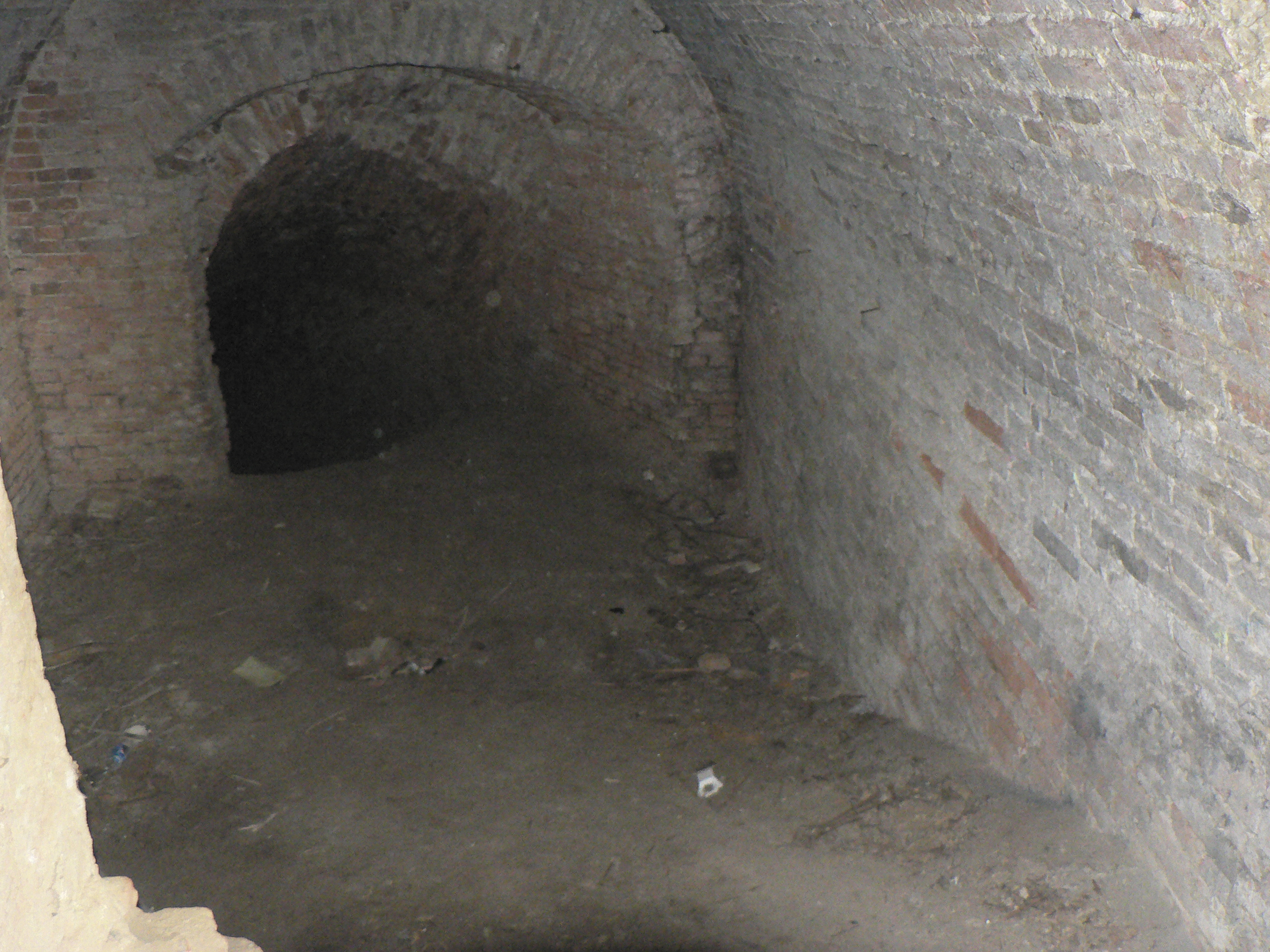
Lejárat a titokzatos föld alatti alagutakhoz
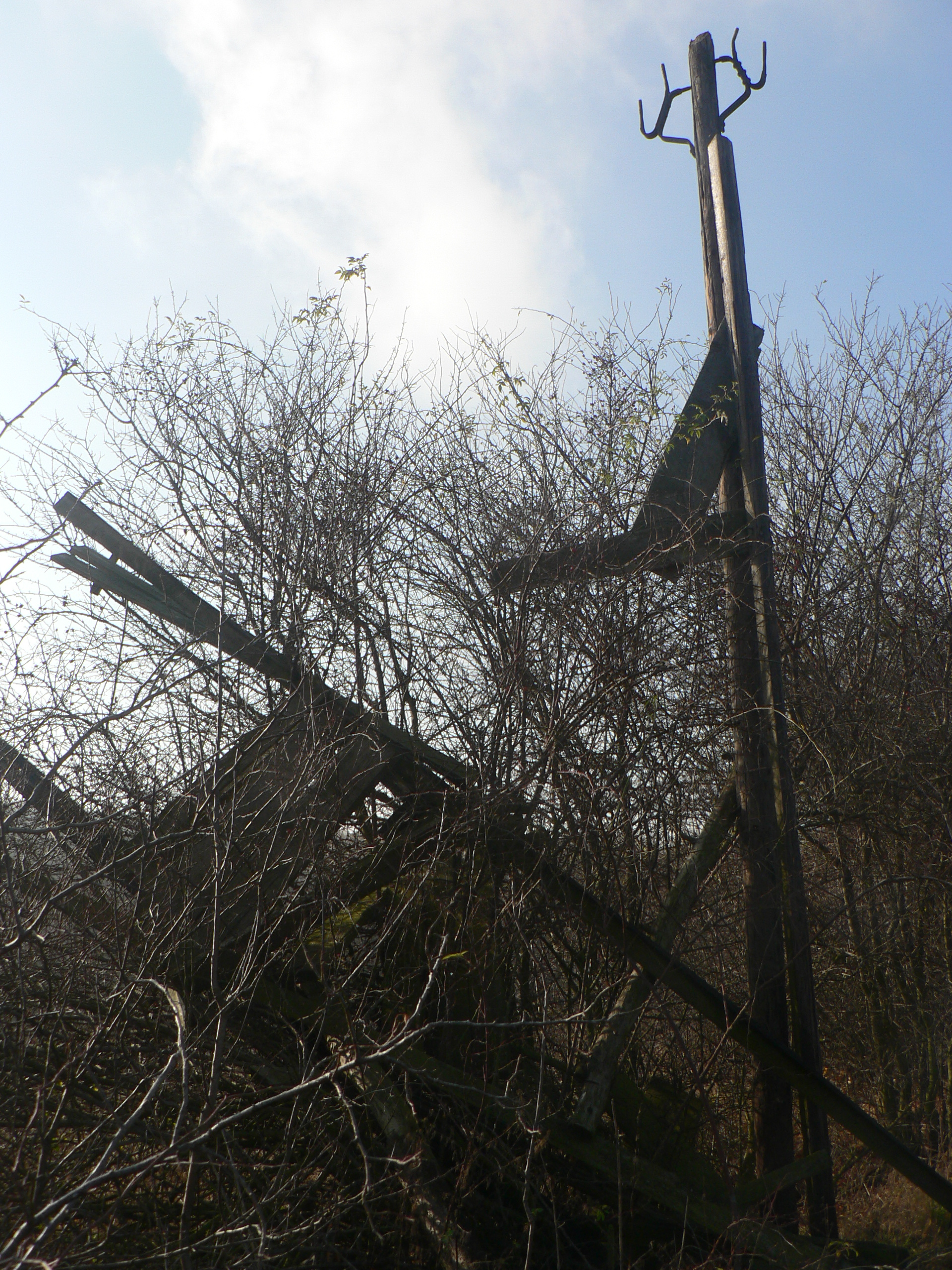
Villany és/vagy telefon is volt, de már az oszlopra később felszerelt magasles is összedűlt...

### Fekete Madonna

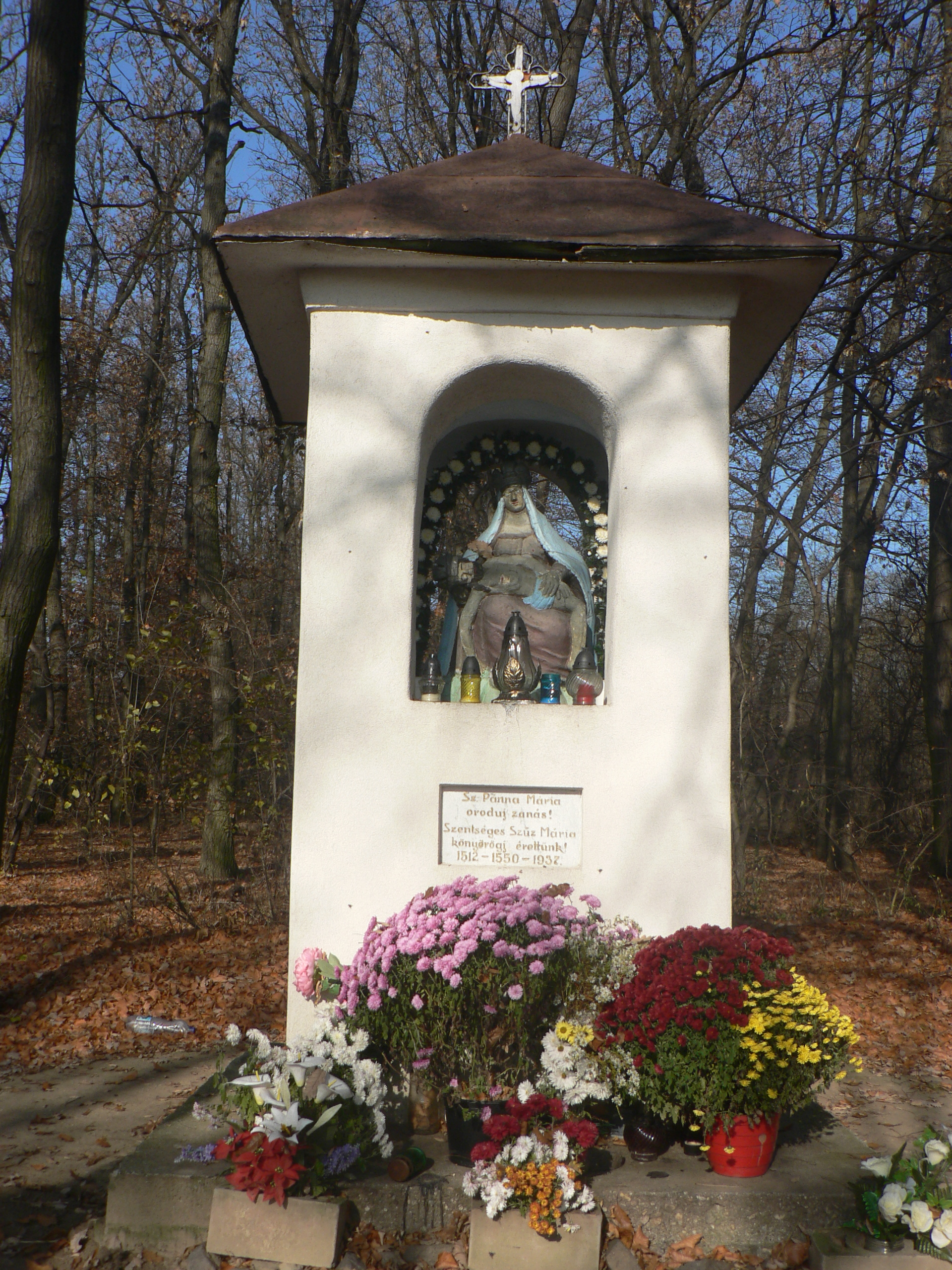
Történelmi évek:1512-1550-1937
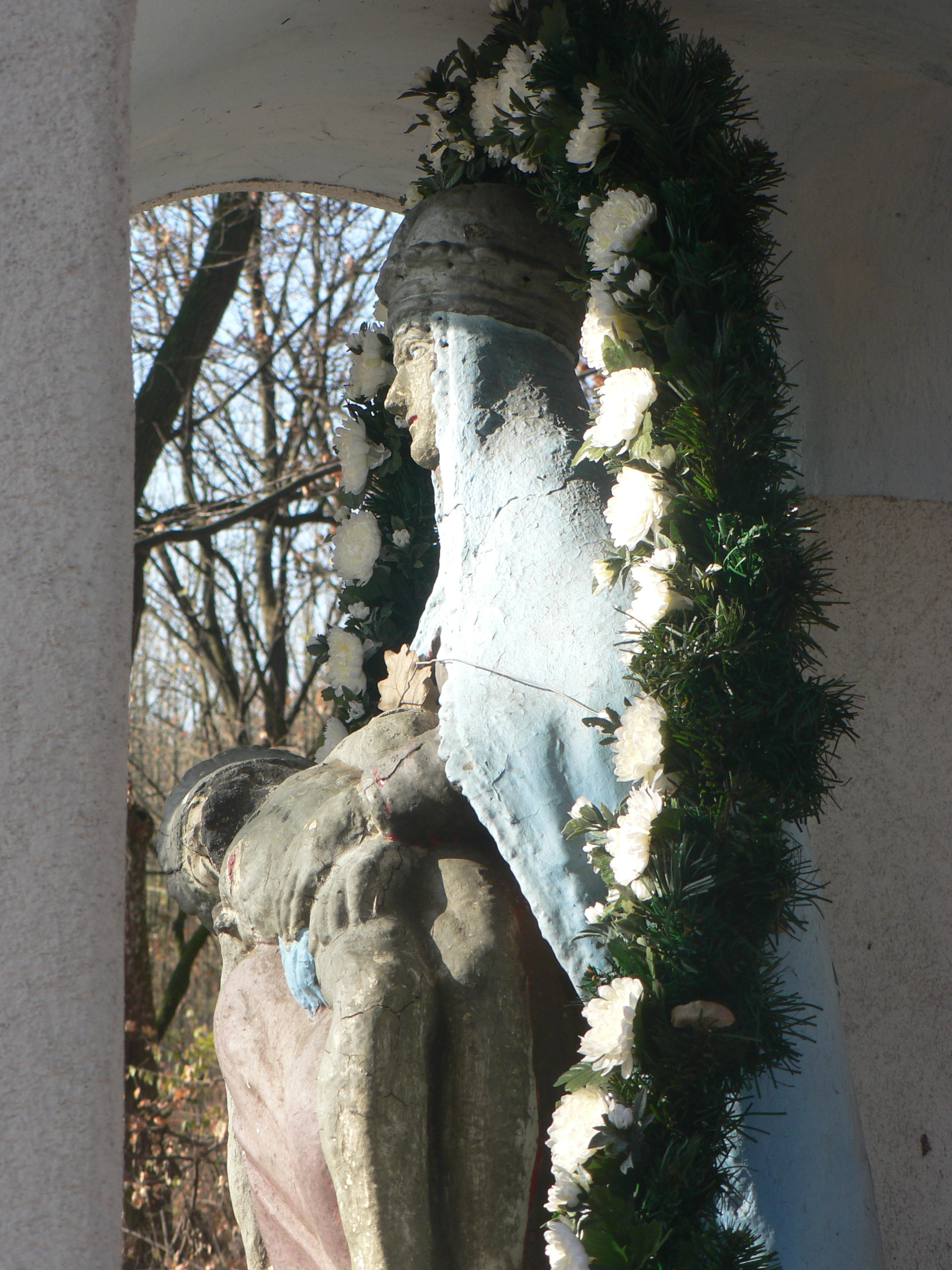
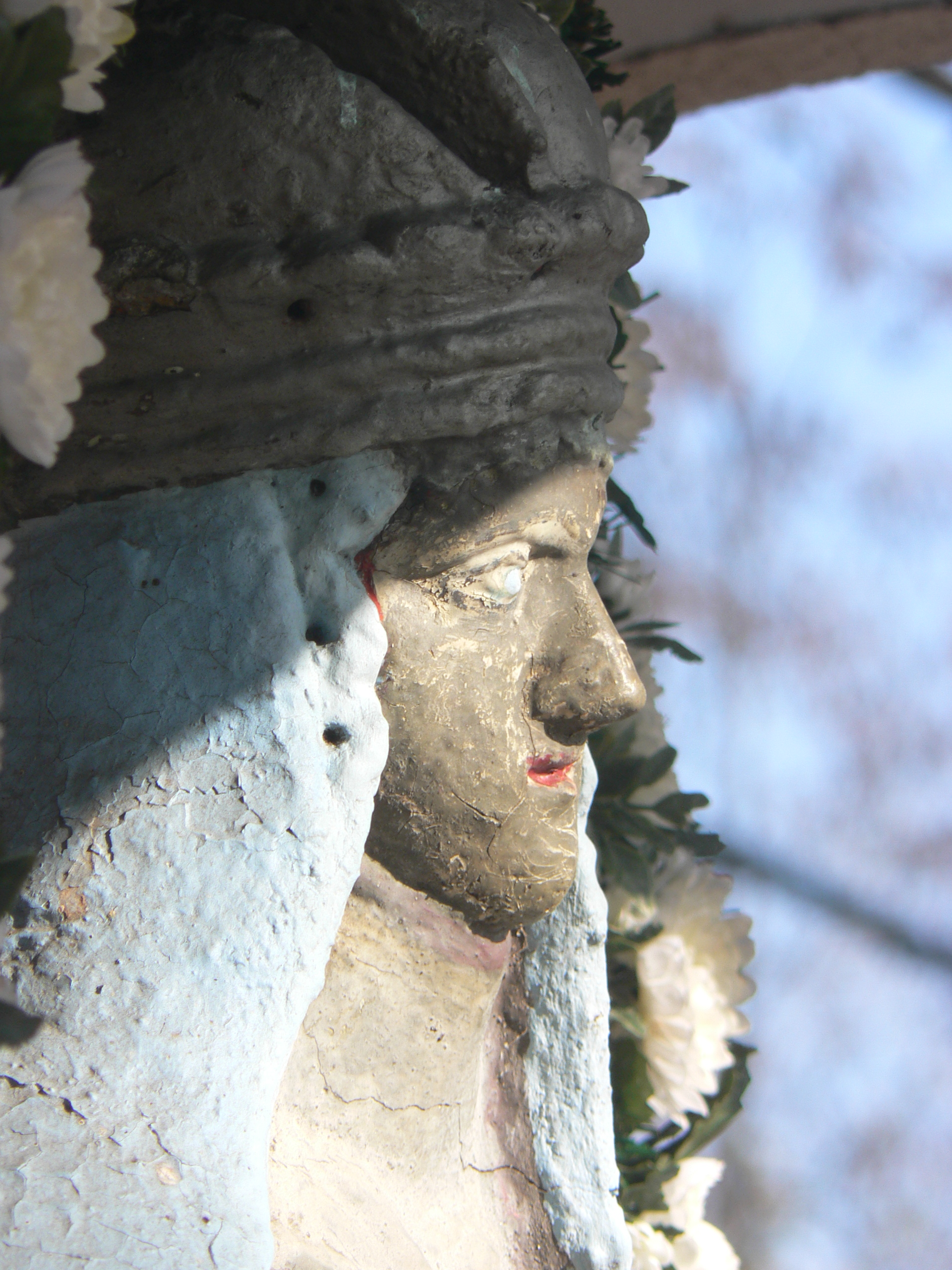

## Külső hivatkozások
- Hivatalos oldal
- E-obce.sk Archiválva 2008. december 2-i dátummal a Wayback Machine-ben
- A máriacsaládi kolostorromról (magyarul)
- Máriacsalád – a Vasárnapi Újság cikke (magyarul)
- Az újlóti katolikus plébánia honlapja
- Újlót község adózóinak névsora az 1715-ös összeírás szerint[halott link]